# Élections municipales de 2021 à Montréal
Les élections municipales de 2021 à Montréal se déroulent le 7 novembre 2021 et entraînent l'élection de 103 représentants lors d'un scrutin uninominal majoritaire à un tour ; une mairesse, dix-huit maires d'arrondissement, 46 conseillers de ville et 38 conseillers d'arrondissement.
À la mairie, c'est Valérie Plante, cheffe de Projet Montréal qui remporte contre son principal rival Denis Coderre chef d'Ensemble Montréal. La mairesse Plante est reconduite pour un second mandat à la tête de la ville avec une avance de plus de 14%. Au terme de l'élection, Projet Montréal renforce sa majorité au Conseil municipal de Montréal avec 37 sièges contre 23 pour Ensemble Montréal. Les sièges restants sont détenus par l'Équipe LaSalle (3 sièges) et l'Équipe Anjou (2 sièges).
L'accès au logement et la sécurité publique furent les principaux enjeux de la campagne. Si les sondages sont favorables à l'ancien maire Denis Coderre lorsqu'il annonce sa candidature à la mairie à la fin mars 2021, son appui s’effrite jusqu'à l'élection au profit de Valérie Plante. Le candidat Balarama Holness et son nouveau parti Mouvement Montréal, décrit comme une troisième option, ne parviennent pas à faire élire de candidats.

## Contexte et campagne électorale

Composition du conseil de ville de Montréal en octobre 2020 :
Projet Montréal (36)
Ensemble Montréal (17)
Équipe LaSalle (3)
Équipe Anjou (2)
Indépendant (6)

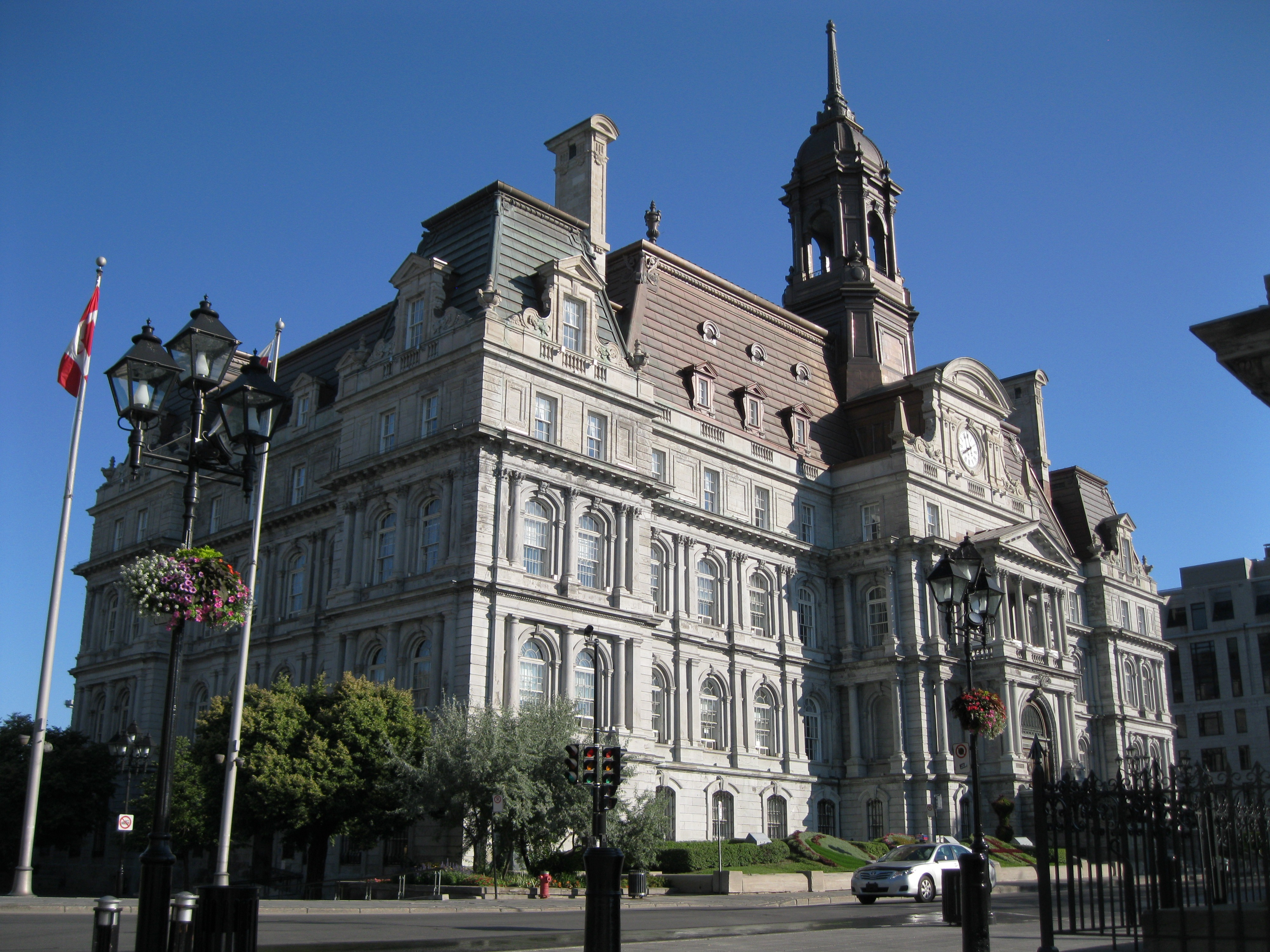
Hôtel de ville de Montréal.

Depuis la dernière élection municipale tenue en 2017, la ville de Montréal est dirigée par la mairesse Valérie Plante et son administration. Le parti de la mairesse Plante, Projet Montréal, avait remporté 34 sièges du conseil de ville de Montréal.
Lors de cette élection, le parti du maire sortant, Équipe Denis Coderre pour Montréal, a obtenu 25 sièges au conseil municipal. Denis Coderre est défait et quitte la vie politique municipale. Son parti change de nom pour Ensemble Montréal, et Lionel Perez, conseiller municipal du district de Darlington, devient chef de l'opposition officielle à ville de Montréal et chef par intérim du parti. Ensemble Montréal, qui désigne son nouveau chef au printemps 2021, souhaite une « candidature d'envergure » pour l'élection de novembre 2021. À la fin 2019, la formation politique affichait une dette de 400 000$.
Arrivé de façon distante derrière Denis Coderre en 2017, Jean Fortier, qui avait retiré sa candidature en pleine élection pour appuyer Valérie Plante, s'est lui aussi retiré de la politique municipale. Son parti, Coalition Montréal, fondé en 2013, est dissout en 2019. Son unique élu, Marvin Rotrand, siège comme indépendant.
La formation Vrai changement Montréal, fondée pour la candidature de Mélanie Joly à la mairie de Montréal, est dissoute le 16 mars 2021. Vrai changement n'avait pas réussi à faire élire de candidats à l'élection de 2017. Au terme d'une course à la chefferie débutée en 2021, le comité de direction ne parvient pas à élire un nouveau chef dans les délais prévus. L’ancienne conseillère et cheffe par intérim de Vrai changement, Justine McIntyre, déplore les difficultés liées à la pandémie et la multiplication des nouveaux partis politiques municipaux comme principale cause de la dissolution du parti.
Depuis les fusions municipales de 2001, plusieurs anciennes municipalités de l’île de Montréal avaient gardé une certaine autonomie politique locale vis-à-vis des grands partis montréalais majoritaires au conseil de ville soit Coalition Montréal, Ensemble Montréal et Projet Montréal. C'était le cas de Lachine, représentée par Claude Dauphin jusqu'en 2017, et c'est le cas en 2021 pour LaSalle, représenté par la mairesse Manon Barbe et son équipe, et Anjou, représenté par le maire Luis Miranda et son équipe. La mairesse Barbe annonce le 23 mars 2021 qu'elle ne sera pas candidate à l'élection de novembre 2021.
En 2021, deux mairesses d'arrondissements originellement élues sous la bannière de Projet Montréal en 2017, Giuliana Fumagalli et Sue Montgomery, ont formée des partis locaux dans leurs arrondissements respectifs autour de leur candidature. Dans Villeray-Saint-Michel-Parc-Extension, la mairesse Fumagalli, indépendante depuis son expulsion de Projet Montréal en août 2018, a formé Quartiers Montréal. Pour sa part, la mairesse de Côte-des-Neiges–Notre-Dame-de-Grâce Sue Montgomery, expulsée en janvier 2020, a formé Courage en 2021.
D'autres partis locaux ont été autorisés par le directeur général des élections du Québec en vue de l'élection de 2021, soit Citoyen.ne.s Outremont dans Outremont et Équipe CDN-NDG dans Côte-des-Neiges–Notre-Dame-de-Grâce. Citoyen.ne.s Outremont s'est toutefois allié à Ensemble Montréal et les candidats dans l'arrondissement se présententeront sous la bannière Ensemble Montréal.
Dans une entrevue au Montreal Gazette, le candidat Balarama Holness détaille une vision partitionniste. En effet, celui-ci prévoit de faire de Montréal une cité-état bilingue et multiculturelle s'il est élu.

### Précampagne: mars à septembre 2021
Le 28 mars 2021, Denis Coderre annonce officiellement son intention de se présenter à la mairie de Montréal pour l'élection de 2021 sur le plateau de l'émission hebdomadaire Tout le monde en parle. Cette annonce est faite peu après la parution de son livre Retrouver Montréal paru le 25 mars 2021. Le journal La Presse avait annoncé la parution du livre le 19 mars forçant Denis Coderre à devancer la publication d'une semaine.
Réunis en caucus le 30 mars 2021, les élus d'Ensemble Montréal votent une résolution pour permettre à Denis Coderre de redevenir chef du parti. Le conseiller municipal Lionel Perez, chef par intérim du parti depuis le départ de Coderre, indique que l'ancien chef a été « accueilli à bras ouverts » sans que la plupart des membres en soient informés de façon officielle au préalable.

### Campagne électorale: 17 septembre au 7 novembre 2021
La campagne électorale municipale s'ouvre officiellement le 17 septembre 2021 à minuit, trois jours avant le scrutin des élections fédérales canadiennes de 2021,.

## Plateformes et enjeux politiques

### Valérie Plante et Projet Montréal

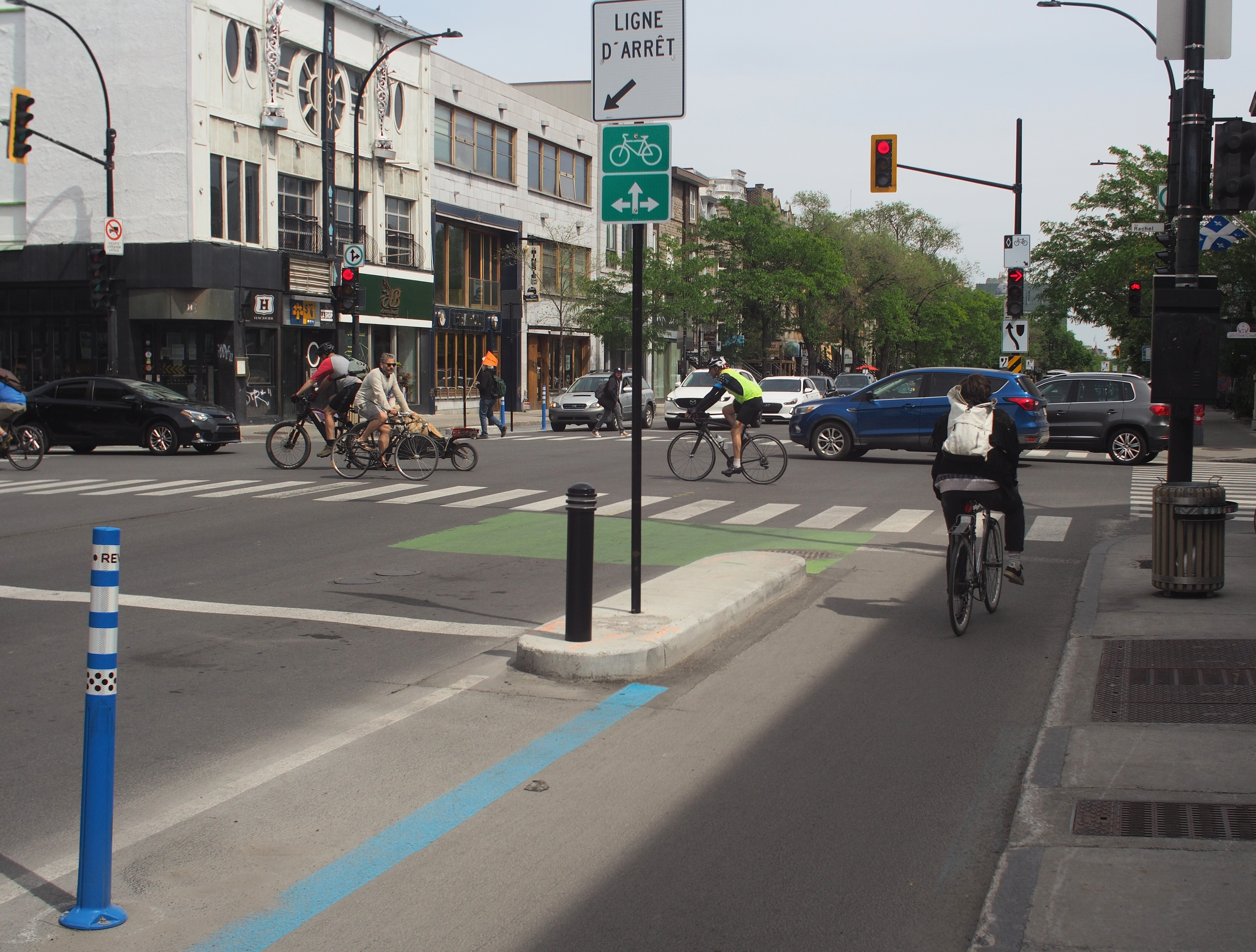
Le Réseau express vélo sur la rue Saint-Denis implanté par l'administration Plante a connu un fort achalandage au cours de l'été 2021.

Valérie Plante et Projet Montréal priorisent l'attractivité de Montréal, la ville centre et ses quartiers, pour attirer la main-d’œuvre, les investisseurs, les « talents et les étudiants ». Valérie Plante s'est dit miser sur la transition écologique pour rendre Montréal attrayante et souhaite attirer des entreprises liées à la mobilité durable, l’électrification des transports et les entreprises créatives. L'administration Plante s'est d’ailleurs engagé en décembre 2020, dans le Plan climat 2020-2030, à réduire de « 55 %  les émissions de gaz à effet de serre de Montréal (par rapport à 1990) » et à planter 500 000 arbres d’ici 2030. Projet Montréal s'engage également à créer un grand parc dans l'est de la ville et ajouter 230 hectares d'espaces protégés s'il est porté au pouvoir.
Projet Montréal publie sa plateforme électorale Une ville pour aujourd'hui et pour demain le 6 octobre 2021, Le document de 24 pages compte près de 250 engagements électoraux. En plus du nouveau Règlement pour une métropole mixte entré en vigueur en avril 2021, la construction de 60 000 logements abordables en 10 ans est considéré comme la promesse phare de Valérie Plate et son parti pour l'élection de 2021.

### Denis Coderre et Ensemble Montréal

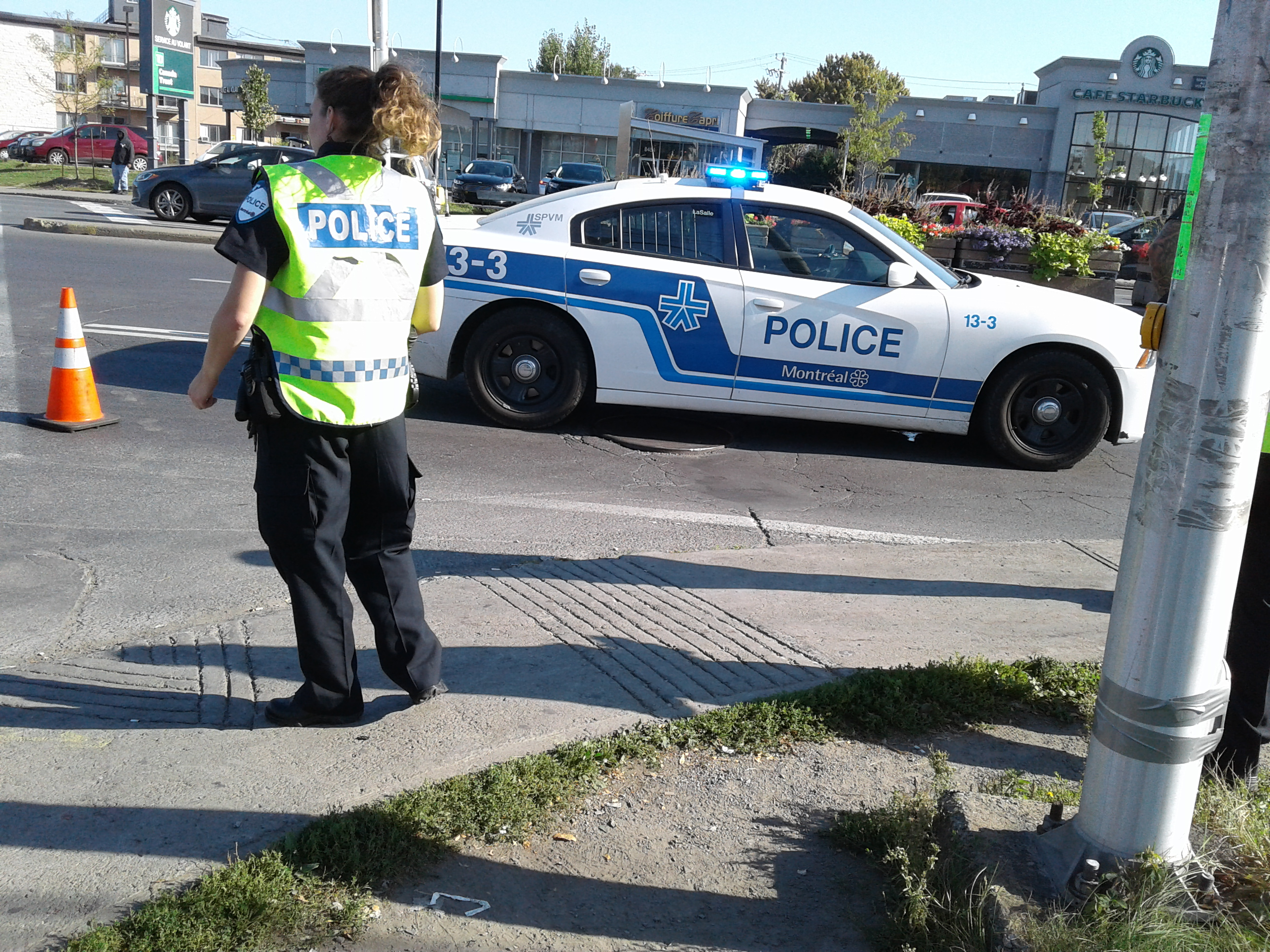
Denis Coderre a déclaré le 12 août que Montréal n’est pas sécuritaire et les gens ont peur. Le candidat à la mairie a réclamé plus de présence policière pour sécuriser les quartiers.. Le candidat fait de la sécurité sa priorité pour l'élection de 2021.

Denis Coderre et Ensemble Montréal priorisent le rayonnement de Montréal comme métropole. Le candidat à la mairie Denis Coderre a soulevé l’importance des relations internationales et du rôle du maire comme ambassadeur de la ville à l'étranger. Durant son mandat comme maire de 2013 à 2017, il a d’ailleurs misé sur les grands projets destinés à attirer des promoteurs, investisseurs et touristes internationaux notamment les festivités entourant le 375e anniversaire de Montréal ou le ePrix de Montréal. Bien qu'il appuyait un projet de stade de baseball au bassin Peel en 2017, Coderre a indiqué à la fin septembre 2021 que « les gens ne veulent pas parler d'un stade » pendant la pandémie.
Denis Coderre a aussi déclaré à plusieurs reprises que sa priorité et celle de son parti pour l'élection 2021 est avant tout la sécurité publique, et notamment l'augmentation de la présence policière. Ensemble Montréal souhaite aussi fournir immédiatement des caméras portatives aux policiers « pour soutenir le travail du SPVM ». Denis Coderre souhaite aussi attirer des entreprises liées à l’intelligence artificielle et la cybersécurité.
Denis Coderre s'est engagé à abolir le Règlement pour une métropole mixte adopté par l'administration Plante et souhaite que 50 000 logements soient construits en 4 ans. Selon Coderre, le règlement adopté par Projet Montréal incite promoteurs immobiliers à « fuir Montréal pour se tourner vers les banlieues ». Ensemble Montréal souhaite des mesures « incitatives et non punitive » et la création d'un fonds municipal d’investissement de 25 millions.

### Balarama Holness et Mouvement Montréal
Holness tente d'apparaître comme une « troisième option »,. La principale promesse de Mouvement Montréal est la tenue d'un référendum sur le statut bilingue de la ville, l'exemptant de la charte de la langue française, en vue de négocier un changement à la charte de la ville avec le gouvernement du Québec. Il propose également de faire Montréal une cité-état, voulant créer une indépendance administrative et financière de la métropole montréalaise. 

## Mode de scrutin
Durant les élections municipales montréalaises, un total de 103 postes est à pourvoir, incluant le maire de la ville, 18 maires d'arrondissements, 46 conseillers municipaux (aussi appelés conseillers de ville) et 38 conseillers d'arrondissements. Ces derniers ne siègent pas au conseil municipal de Montréal, tandis que les 65 autres élus le font.
La répartition de ces postes change entre les arrondissements (au nombre de 19), ce qui signifie que les électeurs ont à voter plusieurs fois (d'un minimum de 3 dans certains arrondissements — 2 fois dans l'arrondissement Ville-Marie, et un maximum de 5 fois dans d'autres).
Chaque poste est élu au scrutin majoritaire à un tour.

## Candidats principaux à la mairie
| Parti | Parti              | Candidat          | Profession antérieure                                                                                        |
| ----- | ------------------ | ----------------- | --- |
|       | Projet Montréal    | Valérie Plante    | Anthropologue Mairesse de Montréal (depuis 2017) Conseillère de ville de Sainte-Marie (2013-2017)            |
|       | Ensemble Montréal  | Denis Coderre     | Maire de Montréal (2013-2017) Député de Bourassa (1997-2013) Ministre de l'Immigration du Canada (2003-2004) |
|       | Mouvement Montréal | Balarama Holness  | Footballeur Candidat à la mairie de Montréal-Nord (2017)                                                     |
|       | Action Montréal    | Gilbert Thibodeau | Commerçant et homme d'affaires Candidat à la mairie de Montréal (2017)                                       |
|       | Montréal 2021      | Luc Ménard        | Avocat |

## Partis politiques et candidatures
|               | Projet Montréal - Équipe Valérie Plante    | 1  | 18 | 46  | 38  | 103 |
|               | Ensemble Montréal - Équipe Denis Coderre   | 1  | 17 | 45  | 34  | 97  |
|               | Mouvement Montréal                         | 1  | 15 | 34  | 18  | 68  |
|               | Action Montréal - Équipe Gilbert Thibodeau | 1  | 5  | 13  | 3   | 22  |
|               | Montréal 2021                              | 1  | 0  | 0   | 0   | 1   |
|               | Indépendants                               | 5  | 1  | 7   | 4   | 17  |
| Partis locaux |                                            |    |    |     |     |     |
|               | Équipe LaSalle Team                        |    | 1  | 2   | 4   | 7   |
|               | Courage - Équipe Sue Montgomery            |    | 1  | 5   |     | 6   |
|               | Équipe CDN - NDG / Team CDN - NDG          |    | 1  | 5   |     | 6   |
|               | Équipe Anjou                               |    | 1  | 1   | 3   | 5   |
|               | Quartiers Montréal                         |    | 1  | 4   |     | 5   |
|               | Parti Outremont                            |    | 0  |     | 3   | 3   |
| Total         | Total                                      | 10 | 61 | 162 | 107 | 340 |

## Sondages

### Avant répartition
| Dernier jour du sondage | Valérie Plante | Denis Coderre | Autres | NSP | Sondeur    | Échantillon | ME    | Source |
| ----------------------- | -------------- | ------------- | ------ | --- | ---------- | ----------- | ----- | ------ |
| Dernier jour du sondage |                |               |        | NSP | Sondeur    | Échantillon | ME    | Source |
| 4 novembre 2021         | 40             | 35            | 13     | 9   | Léger      | 514         | ± 4,3 | HTML   |
| 4 novembre 2021         | 46             | 40            | 7      | 7   | Mainstreet | 850         | ± 3   | HTML   |
| 24 octobre 2021         | 36             | 36            | 18     | 9   | Léger      | 600         | ± 4   | PDF    |
| 30 septembre 2021       | 36             | 35            | 16     | NC  | Léger      | 1001        | NC    | HTML   |
| 19 septembre 2021       | 36             | 37            | 13     | 14  | Léger      | 500         | ± 4,4 | HTML   |
| juillet 2021            | 34             | 37            | NC     | NC  | Léger      | NC          | NC    | HTML   |
| 20 mai 2021             | 29             | 39            | 16     | 16  | Léger      | 500         | ± 4,4 | PDF    |
| 29 mars 2021            | 24             | 29            | 10     | 37  | SOM        | 1 070       | ± 3,6 | HTML   |
| 23 mars 2021            | 24             | 40            | 11     | 25  | Mainstreet | 2 313       | NC    | HTML   |
| 4 novembre 2020         | 20             | 32            | 21     | 27  | Léger      | 501         | ± 4,4 | HTML   |
| 26 août 2020            | 23             | 28            | 18     | 31  | CROP       | 1 200       | NC    | PDF    |

### Après répartition
| Dernier jour du sondage | Valérie Plante | Denis Coderre | Autres | Sondeur    | Échantillon | ME  | Source |
| ----------------------- | -------------- | ------------- | ------ | ---------- | ----------- | --- | ------ |
| Dernier jour du sondage |                |               |        | Sondeur    | Échantillon | ME  | Source |
| 4 novembre 2021         | 49             | 43            | 8      | Mainstreet | 850         | ± 3 | HTML   |
| 24 octobre 2021         | 40             | 40            | 20     | Léger      | 600         | ± 4 | PDF    |
| 20 mai 2021             | 34             | 46            | 19     | Léger      | 435         | NC  | PDF    |
| 23 mars 2021            | 33             | 50            | 17     | Mainstreet | NC          | NC  | HTML   |

## Résultats

### Mairie
| Candidats                | Candidats                | Partis                   | Voix      | %     |
| ------------------------ | ------------------------ | ------------------------ | --------- | ----- |
|                          | Valérie Plante           | Projet Montréal          | 217 986   | 52,14 |
|                          | Denis Coderre            | Ensemble Montréal        | 158 751   | 37,97 |
|                          | Balarama Holness         | Mouvement Montréal       | 30 235    | 7,23  |
|                          | Gilbert Thibodeau        | Action Montréal          | 4 327     | 1,03  |
|                          | Beverly Bernardo         | Indépendante             | 1 760     | 0,42  |
|                          | Luc Ménard               | Montréal 2021            | 1 666     | 0,40  |
|                          | Jean Duval               | Indépendant              | 1 129     | 0,27  |
|                          | Fang Hu                  | Indépendant              | 1 035     | 0,25  |
|                          | Dimitri Mourkes          | Indépendant              | 841       | 0,20  |
|                          | Widler Jules             | Indépendant              | 349       | 0,08  |
|                          |                          |                          |           |       |
| Votes valides            | Votes valides            | Votes valides            | 418 079   | 98,19 |
| Votes blancs et nuls     | Votes blancs et nuls     | Votes blancs et nuls     | 7 687     | 1,81  |
| Total                    | Total                    | Total                    | 425 766   | 100   |
| Abstention               | Abstention               | Abstention               | 685 334   | 61,68 |
| Inscrits / participation | Inscrits / participation | Inscrits / participation | 1 111 100 | 38,32 |

#### Par arrondissements
| Candidats | Candidats | AC     | AC    | Anjou  | Anjou | CdN-NDG | CdN-NDG | Lachine | Lachine | LaSalle | LaSalle | IB-SG | IB-SG | MHM    | MHM   | MN     | MN    | Outremont | Outremont | PR     | PR    |
| Candidats | Candidats | V.     | %     | V.     | %     | V.      | %       | V.      | %       | V.      | %       | V.    | %     | V.     | %     | V.     | %     | V.        | %         | V.     | %     |
| --------- | --------- | ------ | ----- | ------ | ----- | ------- | ------- | ------- | ------- | ------- | ------- | ----- | ----- | ------ | ----- | ------ | ----- | --------- | --------- | ------ | ----- |
|           | Plante    | 19 521 | 54,69 | 4 814  | 42,94 | 14 450  | 45,02   | 6 617   | 54,58   | 6 731   | 43,11   | 2 823 | 42,57 | 21 592 | 55,05 | 5 223  | 31,28 | 5 357     | 63,00     | 5 284  | 36,79 |
|           | Coderre   | 13 918 | 38,99 | 5 587  | 49,83 | 11 634  | 36,25   | 4 189   | 34,55   | 5 931   | 37,99   | 2 684 | 40,48 | 15 246 | 38,87 | 10 350 | 61,99 | 2 748     | 32,32     | 5 869  | 40,86 |
|           | Holness   | 1 396  | 3,91  | 442    | 3,94  | 5 173   | 16,12   | 981     | 8,09    | 2 261   | 14,48   | 986   | 14,87 | 1 109  | 2,83  | 633    | 3,79  | 280       | 3,29      | 1 444  | 10,05 |
|           | Thibodeau | 325    | 0,91  | 127    | 1,13  | 226     | 0,70    | 125     | 1,03    | 242     | 1,55    | 61    | 0,92  | 740    | 1,89  | 184    | 1,10  | 39        | 0,46      | 212    | 1,48  |
|           | Autres    | 533    | 1,49  | 242    | 2,16  | 615     | 1,92    | 212     | 1,75    | 448     | 2,87    | 77    | 1,16  | 533    | 1,36  | 307    | 1,84  | 79        | 0,93      | 266    | 1,85  |
| Total     | Total     | 35 693 | 100   | 11 212 | 100   | 32 098  | 100     | 12 124  | 100     | 15 613  | 100     | 6 631 | 100   | 39 220 | 100   | 16 697 | 100   | 8 503     | 100       | 14 362 | 100   |

| Candidats | Candidats | PMR    | PMR   | RdP-PaT | RdP-PaT | RLPP   | RLPP  | SLa    | SLa   | SLe    | SLe   | SO     | SO    | Verdun | Verdun | VM     | VM    | VSMPE  | VSMPE | Total   | Total   | Total |
| Candidats | Candidats | V.     | %     | V.      | %       | V.     | %     | V.     | %     | V.     | %     | V.     | %     | V.     | %      | V.     | %     | V.     | %     | V.      | V.      | %     |
| --------- | --------- | ------ | ----- | ------- | ------- | ------ | ----- | ------ | ----- | ------ | ----- | ------ | ----- | ------ | ------ | ------ | ----- | ------ | ----- | ------- | ------- | ----- |
|           | Plante    | 20 687 | 74,71 | 12 667  | 41,84   | 31 131 | 68,19 | 6 029  | 35,36 | 3 767  | 24,03 | 10 708 | 55,59 | 12 259 | 60,48  | 10 912 | 56,29 | 17 414 | 56,79 |         | 217 986 | 52,14 |
|           | Coderre   | 5 069  | 18,31 | 15 254  | 50,38   | 12 492 | 27,36 | 8 763  | 51,40 | 9 708  | 61,92 | 6 009  | 31,20 | 6 194  | 30,56  | 6 542  | 33,74 | 10 564 | 34,45 |         | 158 751 | 37,97 |
|           | Holness   | 1 444  | 5,21  | 1 471   | 4,86    | 1 125  | 2,46  | 1 779  | 10,43 | 1 787  | 11,40 | 2 032  | 10,55 | 1 310  | 6,46   | 1 549  | 7,99  | 1 628  | 5,31  |         | 30 235  | 7,23  |
|           | Thibodeau | 212    | 0,77  | 483     | 1,60    | 446    | 0,98  | 94     | 0,55  | 112    | 0,71  | 203    | 1,05  | 131    | 0,65   | 169    | 0,87  | 314    | 1,02  |         | 4 327   | 1,03  |
|           | Autres    | 279    | 1,01  | 400     | 1,32    | 461    | 1,01  | 384    | 2,25  | 304    | 1,94  | 309    | 1,60  | 374    | 1,85   | 215    | 1,11  | 742    | 2,42  |         | 6 780   | 1,62  |
| Total     | Total     | 27 691 | 100   | 30 275  | 100     | 45 655 | 100   | 17 049 | 100   | 15 678 | 100   | 19 261 | 100   | 20 268 | 100    | 19 387 | 100   | 30 662 | 100   | 418 079 | 418 079 | 100   |

### Arrondissements et districts

#### Résumé

##### Conseil municipal
|                          |                          |                          |           |       |        |               |  |  |  |  |  |  |  |  |
| Parti                    | Parti                    | Candidats                | Voix      | %     | Sièges | +/-           |  |  |  |  |  |  |  |  |
|                          | Projet Montréal          | 65                       | 391 538   | 49,28 | 36     | 3             |  |  |  |  |  |  |  |  |
|                          | Ensemble Montréal        | 63                       | 297 502   | 37,44 | 23     | 2             |  |  |  |  |  |  |  |  |
|                          | Mouvement Montréal       | 50                       | 51 930    | 6,54  | 0      | Nv.           |  |  |  |  |  |  |  |  |
|                          | Équipe Anjou             | 2                        | 15 401    | 1,94  | 2      | en stagnation |  |  |  |  |  |  |  |  |
|                          | Équipe LaSalle           | 3                        | 14 640    | 1,84  | 3      | en stagnation |  |  |  |  |  |  |  |  |
|                          | Action Montréal          | 19                       | 6 055     | 0,76  | 0      | Nv.           |  |  |  |  |  |  |  |  |
|                          | Courage                  | 6                        | 5 721     | 0,72  | 0      | Nv.           |  |  |  |  |  |  |  |  |
|                          | Quartiers Montréal       | 5                        | 4 254     | 0,54  | 0      | Nv.           |  |  |  |  |  |  |  |  |
|                          | Équipe CDN - NDG         | 6                        | 2 179     | 0,27  | 0      | Nv.           |  |  |  |  |  |  |  |  |
|                          | Indépendants             | 13                       | 5 305     | 0,67  | 0      | en stagnation |  |  |  |  |  |  |  |  |
| Total des votes          | Total des votes          | Total des votes          | 794 525   | 100   |        |               |  |  |  |  |  |  |  |  |
|                          |                          |                          |           |       |        |               |  |  |  |  |  |  |  |  |
| Suffrages exprimés       | Suffrages exprimés       | Suffrages exprimés       | 415 197   | 97,56 |        |               |  |  |  |  |  |  |  |  |
| Votes invalides          | Votes invalides          | Votes invalides          | 10 393    | 2,44  |        |               |  |  |  |  |  |  |  |  |
| Total                    | Total                    | Total                    | 425 590   | 100   | 64     | en stagnation |  |  |  |  |  |  |  |  |
| Abstention               | Abstention               | Abstention               | 685 510   | 61,70 |        |               |  |  |  |  |  |  |  |  |
| Inscrits / participation | Inscrits / participation | Inscrits / participation | 1 111 100 | 38,30 |        |               |  |  |  |  |  |  |  |  |

##### Par postes
|                          | Projet Montréal          | 18                       | 193 013   | 48,83 | 10 | en stagnation |  |  |  |  |  |  |  |  |
|                          | Ensemble Montréal        | 17                       | 150 855   | 38,16 | 6  | en stagnation |  |  |  |  |  |  |  |  |
|                          | Mouvement Montréal       | 15                       | 26 820    | 6,79  | 0  | Nv.           |  |  |  |  |  |  |  |  |
|                          | Équipe Anjou             | 1                        | 7 857     | 1,99  | 1  | en stagnation |  |  |  |  |  |  |  |  |
|                          | Équipe LaSalle           | 1                        | 7 508     | 1,90  | 1  | en stagnation |  |  |  |  |  |  |  |  |
|                          | Courage                  | 1                        | 3 116     | 0,79  | 0  | Nv.           |  |  |  |  |  |  |  |  |
|                          | Action Montréal          | 5                        | 2 401     | 0,61  | 0  | Nv.           |  |  |  |  |  |  |  |  |
|                          | Quartiers Montréal       | 1                        | 2 336     | 0,59  | 0  | Nv.           |  |  |  |  |  |  |  |  |
|                          | Équipe CDN - NDG         | 1                        | 1 143     | 0,29  | 0  | Nv.           |  |  |  |  |  |  |  |  |
|                          | Indépendant              | 1                        | 228       | 0,06  | 0  | en stagnation |  |  |  |  |  |  |  |  |
|                          |                          |                          |           |       |    |               |  |  |  |  |  |  |  |  |
| Votes valides            | Votes valides            | Votes valides            | 395 277   | 97,42 |    |               |  |  |  |  |  |  |  |  |
| Bulletins rejetés        | Bulletins rejetés        | Bulletins rejetés        | 10 454    | 2,58  |    |               |  |  |  |  |  |  |  |  |
| Total                    | Total                    | Total                    | 405 731   | 100   | 18 | en stagnation |  |  |  |  |  |  |  |  |
| Abstention               | Abstention               | Abstention               | 647 551   | 61,48 |    |               |  |  |  |  |  |  |  |  |
| Inscrits / participation | Inscrits / participation | Inscrits / participation | 1 053 282 | 38,52 |    |               |  |  |  |  |  |  |  |  |

|                          | Projet Montréal          | 46                       | 198 525   | 49,72 | 26 | 3             |  |  |  |  |  |  |  |  |
|                          | Ensemble Montréal        | 45                       | 146 647   | 36,73 | 17 | 2             |  |  |  |  |  |  |  |  |
|                          | Mouvement Montréal       | 34                       | 25 110    | 6,29  | 0  | Nv.           |  |  |  |  |  |  |  |  |
|                          | Équipe Anjou             | 1                        | 7 544     | 1,89  | 1  | en stagnation |  |  |  |  |  |  |  |  |
|                          | Équipe LaSalle           | 2                        | 7 132     | 1,79  | 2  | en stagnation |  |  |  |  |  |  |  |  |
|                          | Action Montréal          | 13                       | 3 654     | 0,92  | 0  | Nv.           |  |  |  |  |  |  |  |  |
|                          | Courage                  | 5                        | 2 605     | 0,65  | 0  | Nv.           |  |  |  |  |  |  |  |  |
|                          | Quartiers Montréal       | 4                        | 1 918     | 0,48  | 0  | Nv.           |  |  |  |  |  |  |  |  |
|                          | Équipe CDN - NDG         | 5                        | 1 036     | 0,26  | 0  | Nv.           |  |  |  |  |  |  |  |  |
|                          | Indépendants             | 7                        | 5 077     | 1,27  | 0  | en stagnation |  |  |  |  |  |  |  |  |
|                          |                          |                          |           |       |    |               |  |  |  |  |  |  |  |  |
| Votes valides            | Votes valides            | Votes valides            | 399 248   | 97,38 |    |               |  |  |  |  |  |  |  |  |
| Bulletins rejetés        | Bulletins rejetés        | Bulletins rejetés        | 10 742    | 2,62  |    |               |  |  |  |  |  |  |  |  |
| Total                    | Total                    | Total                    | 409 990   | 100   | 46 | en stagnation |  |  |  |  |  |  |  |  |
| Abstention               | Abstention               | Abstention               | 672 103   | 62,11 |    |               |  |  |  |  |  |  |  |  |
| Inscrits / participation | Inscrits / participation | Inscrits / participation | 1 082 093 | 37,89 |    |               |  |  |  |  |  |  |  |  |

| Parti                    | Parti                    | Candidats                | Voix    | %     | Sièges | +/-           |  |
| ------------------------ | ------------------------ | ------------------------ | ------- | ----- | ------ | ------------- |  |
|                          | Projet Montréal          | 38                       | 112 054 | 45,41 | 16     | 1             |  |
|                          | Ensemble Montréal        | 34                       | 91 685  | 37,16 | 15     | 1             |  |
|                          | Équipe LaSalle           | 4                        | 15 021  | 6,09  | 4      | en stagnation |  |
|                          | Mouvement Montréal       | 18                       | 13 738  | 5,57  | 0      | Nv.           |  |
|                          | Équipe Anjou             | 3                        | 7 893   | 3,20  | 3      | en stagnation |  |
|                          | Parti Outremont          | 3                        | 1 653   | 0,67  | 0      | Nv.           |  |
|                          | Action Montréal          | 3                        | 764     | 0,31  | 0      | Nv.           |  |
|                          | Indépendants             | 4                        | 3 935   | 1,59  | 0      | en stagnation |  |
| Total des votes          | Total des votes          | Total des votes          | 246 743 | 100   |        |               |  |
|                          |                          |                          |         |       |        |               |  |
| Suffrages exprimés       | Suffrages exprimés       | Suffrages exprimés       | 211 582 | 96,51 |        |               |  |
| Votes invalides          | Votes invalides          | Votes invalides          | 7 640   | 3,49  |        |               |  |
| Total                    | Total                    | Total                    | 219 222 | 100   | 38     | en stagnation |  |
| Abstention               | Abstention               | Abstention               | 376 245 | 63,18 |        |               |  |
| Inscrits / participation | Inscrits / participation | Inscrits / participation | 595 467 | 36,82 |        |               |  |

|       | Projet Montréal   | 53  | 2             |  |  |  |
|       | Ensemble Montréal | 38  | 1             |  |  |  |
|       | Équipe LaSalle    | 7   | en stagnation |  |  |  |
|       | Équipe Anjou      | 5   | en stagnation |  |  |  |
|       |                   |     |               |  |  |  |
| Total | Total             | 103 | en stagnation |  |  |  |

#### Ahuntsic-Cartierville
| Ahuntsic-Cartierville | Candidats à la mairie                       | Votes  | %     |
| Ahuntsic-Cartierville | Émilie Thuillier (Sortante) Projet Montréal | 19 873 | 56,31 |
| Ahuntsic-Cartierville | Chantal Huot Ensemble Montréal              | 13 505 | 38,27 |
| Ahuntsic-Cartierville | Kassandre Chéry Théodat Mouvement Montréal  | 1 912  | 5,42  |
| Ahuntsic-Cartierville |                                             |        |       |
| Ahuntsic-Cartierville | Votes valides                               | 35 290 | 97,48 |
| Ahuntsic-Cartierville | Votes invalides                             | 913    | 2,52  |
| Ahuntsic-Cartierville | Total                                       | 36 203 | 100   |
| Ahuntsic-Cartierville | Abstentions                                 | 49 444 | 57,73 |
| Ahuntsic-Cartierville | Inscrits/Participation                      | 85 647 | 42,27 |

| District              | Poste                              | Candidat                                     | Votes  | %     |
| Ahuntsic              | Conseiller ou conseillère de ville | Nathalie Goulet (Sortante) Projet Montréal   | 6 781  | 66,43 |
| Ahuntsic              | Conseiller ou conseillère de ville | Yves Normandin Ensemble Montréal             | 3 110  | 30,47 |
| Ahuntsic              | Conseiller ou conseillère de ville | Éric Lessard Action Montréal                 | 316    | 3,10  |
| Ahuntsic              | Conseiller ou conseillère de ville |                                              |        |       |
| Ahuntsic              | Conseiller ou conseillère de ville | Votes valides                                | 10 106 | 97,83 |
| Ahuntsic              | Conseiller ou conseillère de ville | Votes invalides                              | 226    | 2,17  |
| Ahuntsic              | Conseiller ou conseillère de ville | Total                                        | 10 433 | 100   |
| Ahuntsic              | Conseiller ou conseillère de ville | Abstentions                                  | 11 099 | 51,55 |
| Ahuntsic              | Conseiller ou conseillère de ville | Inscrits/Participation                       | 21 532 | 48,45 |
|                       |                                    |                                              |        |       |
| Bordeaux-Cartierville | Conseiller ou conseillère de ville | Effie Giannou (Sortante) Ensemble Montréal   | 3 436  | 51,12 |
| Bordeaux-Cartierville | Conseiller ou conseillère de ville | Anne-Marie Kabongo Projet Montréal           | 2 468  | 36,72 |
| Bordeaux-Cartierville | Conseiller ou conseillère de ville | Rana Atie Indépendante                       | 445    | 6,62  |
| Bordeaux-Cartierville | Conseiller ou conseillère de ville | Jean David Prophète Mouvement Montréal       | 373    | 5,55  |
| Bordeaux-Cartierville | Conseiller ou conseillère de ville |                                              |        |       |
| Bordeaux-Cartierville | Conseiller ou conseillère de ville | Votes valides                                | 6 722  | 97,70 |
| Bordeaux-Cartierville | Conseiller ou conseillère de ville | Votes invalides                              | 158    | 2,30  |
| Bordeaux-Cartierville | Conseiller ou conseillère de ville | Total                                        | 6 880  | 100   |
| Bordeaux-Cartierville | Conseiller ou conseillère de ville | Abstentions                                  | 14 019 | 67,08 |
| Bordeaux-Cartierville | Conseiller ou conseillère de ville | Inscrits/Participation                       | 20 899 | 32,92 |
|                       |                                    |                                              |        |       |
| Saint-Sulpice         | Conseiller ou conseillère de ville | Julie Roy Projet Montréal                    | 4 609  | 49,96 |
| Saint-Sulpice         | Conseiller ou conseillère de ville | Hadrien Parizeau (Sortant) Ensemble Montréal | 4 094  | 44,37 |
| Saint-Sulpice         | Conseiller ou conseillère de ville | Briana McCarthy Mouvement Montréal           | 523    | 5,67  |
| Saint-Sulpice         | Conseiller ou conseillère de ville |                                              |        |       |
| Saint-Sulpice         | Conseiller ou conseillère de ville | Votes valides                                | 9 226  | 97,63 |
| Saint-Sulpice         | Conseiller ou conseillère de ville | Votes invalides                              | 224    | 2,37  |
| Saint-Sulpice         | Conseiller ou conseillère de ville | Total                                        | 9 450  | 100   |
| Saint-Sulpice         | Conseiller ou conseillère de ville | Abstentions                                  | 13 948 | 59,53 |
| Saint-Sulpice         | Conseiller ou conseillère de ville | Inscrits/Participation                       | 23 353 | 40,47 |
|                       |                                    |                                              |        |       |
| Sault-au-Récollet     | Conseiller ou conseillère de ville | Jérôme Normand (Sortant) Projet Montréal     | 5 447  | 58,62 |
| Sault-au-Récollet     | Conseiller ou conseillère de ville | Gaetana Colella Ensemble Montréal            | 3 388  | 36,46 |
| Sault-au-Récollet     | Conseiller ou conseillère de ville | Dimitrios Tomaras Mouvement Montréal         | 457    | 4,92  |
| Sault-au-Récollet     | Conseiller ou conseillère de ville |                                              |        |       |
| Sault-au-Récollet     | Conseiller ou conseillère de ville | Votes valides                                | 9 292  | 97,63 |
| Sault-au-Récollet     | Conseiller ou conseillère de ville | Votes invalides                              | 226    | 2,37  |
| Sault-au-Récollet     | Conseiller ou conseillère de ville | Total                                        | 9 518  | 100   |
| Sault-au-Récollet     | Conseiller ou conseillère de ville | Abstentions                                  | 10 345 | 52,08 |
| Sault-au-Récollet     | Conseiller ou conseillère de ville | Inscrits/Participation                       | 19 863 | 47,92 |

| Parti                    | Parti                    | Candidats                | Voix   | %     | Sièges | +/-           |  |
| ------------------------ | ------------------------ | ------------------------ | ------ | ----- | ------ | ------------- |  |
|                          | Projet Montréal          | 5                        | 39 178 | 55,39 | 4      | 1             |  |
|                          | Ensemble Montréal        | 5                        | 27 553 | 38,92 | 1      | 1             |  |
|                          | Mouvement Montréal       | 4                        | 3 265  | 4,62  | 0      | en stagnation |  |
|                          | Action Montréal          | 1                        | 316    | 0,45  | 0      | en stagnation |  |
|                          | Indépendants             | 1                        | 445    | 0,63  | 0      | -             |  |
| Total des votes          | Total des votes          | Total des votes          | 70 737 | 100   |        |               |  |
|                          |                          |                          |        |       |        |               |  |
| Suffrages exprimés       | Suffrages exprimés       | Suffrages exprimés       | 35 346 | 97,63 |        |               |  |
| Votes invalides          | Votes invalides          | Votes invalides          | 857    | 2,37  |        |               |  |
| Total                    | Total                    | Total                    | 36 203 | 100   | 5      | en stagnation |  |
| Abstention               | Abstention               | Abstention               | 49 444 | 57,73 |        |               |  |
| Inscrits / participation | Inscrits / participation | Inscrits / participation | 85 647 | 42,27 |        |               |  |

#### Anjou
| Anjou | Candidats à la mairie               | Votes  | %     |
| Anjou | Luis Miranda (Sortant) Équipe Anjou | 7 857  | 70,42 |
| Anjou | Kettly Beauregard Projet Montréal   | 2 732  | 24,49 |
| Anjou | Wassim Meradi Mouvement Montréal    | 568    | 5,09  |
| Anjou |                                     |        |       |
| Anjou | Votes valides                       | 11 157 | 96,59 |
| Anjou | Votes invalides                     | 394    | 3,41  |
| Anjou | Total                               | 11 551 | 100   |
| Anjou | Abstentions                         | 17 122 | 59,71 |
| Anjou | Inscrits/Participation              | 28 673 | 40,29 |

| District            | Poste                                      | Candidat                                   | Votes  | %     |
| Anjou               | Conseiller ou conseillère de ville         | Andrée Hénault (Sortante) Équipe Anjou     | 7 544  | 67,81 |
| Anjou               | Conseiller ou conseillère de ville         | François Plourde Projet Montréal           | 3 084  | 27,72 |
| Anjou               | Conseiller ou conseillère de ville         | Marc II Réjouis Mouvement Montréal         | 497    | 4,47  |
| Anjou               | Conseiller ou conseillère de ville         |                                            |        |       |
| Anjou               | Conseiller ou conseillère de ville         | Votes valides                              | 11 125 | 96,40 |
| Anjou               | Conseiller ou conseillère de ville         | Votes invalides                            | 416    | 3,60  |
| Anjou               | Conseiller ou conseillère de ville         | Total                                      | 11 541 | 100   |
| Anjou               | Conseiller ou conseillère de ville         | Abstentions                                | 17 132 | 59,75 |
| Anjou               | Conseiller ou conseillère de ville         | Inscrits/Participation                     | 28 673 | 40,25 |
|                     |                                            |                                            |        |       |
| District du Centre  | Conseiller ou conseillère d'arrondissement | Kristine Marsolais (Sortante) Équipe Anjou | 3 009  | 72,96 |
| District du Centre  | Conseiller ou conseillère d'arrondissement | Kadri Shérifi Projet Montréal              | 1 115  | 27,04 |
| District du Centre  | Conseiller ou conseillère d'arrondissement |                                            |        |       |
| District du Centre  | Conseiller ou conseillère d'arrondissement | Votes valides                              | 4 124  | 94,46 |
| District du Centre  | Conseiller ou conseillère d'arrondissement | Votes invalides                            | 242    | 5,54  |
| District du Centre  | Conseiller ou conseillère d'arrondissement | Total                                      | 4 366  | 100   |
| District du Centre  | Conseiller ou conseillère d'arrondissement | Abstentions                                | 6 287  | 59,02 |
| District du Centre  | Conseiller ou conseillère d'arrondissement | Inscrits/Participation                     | 10 653 | 40,98 |
|                     |                                            |                                            |        |       |
| District de l'Est   | Conseiller ou conseillère d'arrondissement | Richard Leblanc (Sortant) Équipe Anjou     | 2 165  | 68,53 |
| District de l'Est   | Conseiller ou conseillère d'arrondissement | Claudia Servant Projet Montréal            | 994    | 31,47 |
| District de l'Est   | Conseiller ou conseillère d'arrondissement |                                            |        |       |
| District de l'Est   | Conseiller ou conseillère d'arrondissement | Votes valides                              | 3 159  | 95,96 |
| District de l'Est   | Conseiller ou conseillère d'arrondissement | Votes invalides                            | 133    | 4,04  |
| District de l'Est   | Conseiller ou conseillère d'arrondissement | Total                                      | 3 292  | 100   |
| District de l'Est   | Conseiller ou conseillère d'arrondissement | Abstentions                                | 5 221  | 61,33 |
| District de l'Est   | Conseiller ou conseillère d'arrondissement | Inscrits/Participation                     | 8 513  | 38,67 |
|                     |                                            |                                            |        |       |
| District de l'Ouest | Conseillère d'arrondissement               | Marie-Josée Dubé Équipe Anjou              | 2 719  | 73,87 |
| District de l'Ouest | Conseillère d'arrondissement               | Houda Ouraghi Projet Montréal              | 962    | 26,13 |
| District de l'Ouest | Conseillère d'arrondissement               |                                            |        |       |
| District de l'Ouest | Conseillère d'arrondissement               | Votes valides                              | 3 681  | 95,17 |
| District de l'Ouest | Conseillère d'arrondissement               | Votes invalides                            | 187    | 4,83  |
| District de l'Ouest | Conseillère d'arrondissement               | Total                                      | 3 868  | 100   |
| District de l'Ouest | Conseillère d'arrondissement               | Abstentions                                | 5 639  | 59,31 |
| District de l'Ouest | Conseillère d'arrondissement               | Inscrits/Participation                     | 9 057  | 40,69 |

| Parti                    | Parti                    | Candidats                | Voix   | %     | Sièges | +/-           |  |
| ------------------------ | ------------------------ | ------------------------ | ------ | ----- | ------ | ------------- |  |
|                          | Équipe Anjou             | 5                        | 23 294 | 70,07 | 5      | en stagnation |  |
|                          | Projet Montréal          | 5                        | 8 887  | 26,73 | 0      | en stagnation |  |
|                          | Mouvement Montréal       | 2                        | 1 065  | 3,20  | 0      | en stagnation |  |
| Total des votes          | Total des votes          | Total des votes          | 33 246 | 100   |        |               |  |
|                          |                          |                          |        |       |        |               |  |
| Suffrages exprimés       | Suffrages exprimés       | Suffrages exprimés       | 11 157 | 96,59 |        |               |  |
| Votes invalides          | Votes invalides          | Votes invalides          | 394    | 3,41  |        |               |  |
| Total                    | Total                    | Total                    | 11 551 | 100   | 5      | en stagnation |  |
| Abstention               | Abstention               | Abstention               | 17 132 | 59,75 |        |               |  |
| Inscrits / participation | Inscrits / participation | Inscrits / participation | 28 673 | 40,29 |        |               |  |

#### Côte-des-Neiges–Notre-Dame-de-Grâce
| Côte-des-Neiges–Notre-Dame-de-Grâce | Candidats à la mairie                 | Votes  | %     |
| Côte-des-Neiges–Notre-Dame-de-Grâce | Gracia Kasoki Katahwa Projet Montréal | 12 013 | 37,65 |
| Côte-des-Neiges–Notre-Dame-de-Grâce | Lionel Perez Ensemble Montréal        | 11 801 | 36,99 |
| Côte-des-Neiges–Notre-Dame-de-Grâce | Matthew Kerr Mouvement Montréal       | 3 568  | 11,18 |
| Côte-des-Neiges–Notre-Dame-de-Grâce | Sue Montgomery (Sortante) Courage     | 3 116  | 9,77  |
| Côte-des-Neiges–Notre-Dame-de-Grâce | Alexander Montagano Équipe CDN - NDG  | 1 143  | 3,58  |
| Côte-des-Neiges–Notre-Dame-de-Grâce | Neal Mukherjee Action Montréal        | 266    | 0,83  |
| Côte-des-Neiges–Notre-Dame-de-Grâce |                                       |        |       |
| Côte-des-Neiges–Notre-Dame-de-Grâce | Votes valides                         | 31 907 | 98,16 |
| Côte-des-Neiges–Notre-Dame-de-Grâce | Votes invalides                       | 599    | 1,84  |
| Côte-des-Neiges–Notre-Dame-de-Grâce | Total                                 | 32 506 | 100   |
| Côte-des-Neiges–Notre-Dame-de-Grâce | Abstentions                           | 62 429 | 65,76 |
| Côte-des-Neiges–Notre-Dame-de-Grâce | Inscrits/Participation                | 94 935 | 34,24 |

| District            | Poste                              | Candidat                                     | Votes  | %     |
| Côte-des-Neiges     | Conseiller ou conseillère de ville | Magda Popeanu (Sortante) Projet Montréal     | 3 112  | 55,29 |
| Côte-des-Neiges     | Conseiller ou conseillère de ville | Dimitra Kostarides Ensemble Montréal         | 1 466  | 26,04 |
| Côte-des-Neiges     | Conseiller ou conseillère de ville | Patrice César Courage                        | 505    | 8,97  |
| Côte-des-Neiges     | Conseiller ou conseillère de ville | Rita Ikhouane Mouvement Montréal             | 435    | 7,73  |
| Côte-des-Neiges     | Conseiller ou conseillère de ville | Snowdon Romeo Équipe CDN - NDG               | 111    | 1,97  |
| Côte-des-Neiges     | Conseiller ou conseillère de ville |                                              |        |       |
| Côte-des-Neiges     | Conseiller ou conseillère de ville | Votes valides                                | 5 629  | 97,96 |
| Côte-des-Neiges     | Conseiller ou conseillère de ville | Votes invalides                              | 117    | 2,04  |
| Côte-des-Neiges     | Conseiller ou conseillère de ville | Total                                        | 5 746  | 100   |
| Côte-des-Neiges     | Conseiller ou conseillère de ville | Abstentions                                  | 10 810 | 65,29 |
| Côte-des-Neiges     | Conseiller ou conseillère de ville | Inscrits/Participation                       | 16 556 | 34,71 |
|                     |                                    |                                              |        |       |
| Darlington          | Conseiller ou conseillère de ville | Stéphanie Valenzuela Ensemble Montréal       | 2 715  | 58,56 |
| Darlington          | Conseiller ou conseillère de ville | Jérémie Alarco Projet Montréal               | 1 231  | 26,55 |
| Darlington          | Conseiller ou conseillère de ville | Rosemarie McPherson Mouvement Montréal       | 351    | 7,57  |
| Darlington          | Conseiller ou conseillère de ville | Sabine Monpierre Courage                     | 179    | 3,86  |
| Darlington          | Conseiller ou conseillère de ville | Kamala Thevi Jegatheeswaran Équipe CDN - NDG | 160    | 3,45  |
| Darlington          | Conseiller ou conseillère de ville |                                              |        |       |
| Darlington          | Conseiller ou conseillère de ville | Votes valides                                | 4 636  | 97,42 |
| Darlington          | Conseiller ou conseillère de ville | Votes invalides                              | 123    | 2,58  |
| Darlington          | Conseiller ou conseillère de ville | Total                                        | 4 759  | 100   |
| Darlington          | Conseiller ou conseillère de ville | Abstentions                                  | 12 087 | 71,75 |
| Darlington          | Conseiller ou conseillère de ville | Inscrits/Participation                       | 16 846 | 28,25 |
|                     |                                    |                                              |        |       |
| Loyola              | Conseiller ou conseillère de ville | Despina Sourias Projet Montréal              | 2 205  | 30,23 |
| Loyola              | Conseiller ou conseillère de ville | Gabriel Retta Ensemble Montréal              | 2 104  | 28,85 |
| Loyola              | Conseiller ou conseillère de ville | Joel DeBellefeuille Mouvement Montréal       | 1 123  | 15,40 |
| Loyola              | Conseiller ou conseillère de ville | Joe Ortona Indépendant                       | 708    | 9,71  |
| Loyola              | Conseiller ou conseillère de ville | Annalisa Harris Courage                      | 700    | 9,60  |
| Loyola              | Conseiller ou conseillère de ville | Gianpaolo Trani Équipe CDN - NDG             | 370    | 5,07  |
| Loyola              | Conseiller ou conseillère de ville | Dora Caroline Orchard Action Montréal        | 84     | 1,15  |
| Loyola              | Conseiller ou conseillère de ville |                                              |        |       |
| Loyola              | Conseiller ou conseillère de ville | Votes valides                                | 7 294  | 98,10 |
| Loyola              | Conseiller ou conseillère de ville | Votes invalides                              | 141    | 1,90  |
| Loyola              | Conseiller ou conseillère de ville | Total                                        | 7 435  | 100   |
| Loyola              | Conseiller ou conseillère de ville | Abstentions                                  | 13 517 | 64,51 |
| Loyola              | Conseiller ou conseillère de ville | Inscrits/Participation                       | 20 952 | 35,49 |
|                     |                                    |                                              |        |       |
| Notre-Dame-de-Grâce | Conseiller ou conseillère de ville | Peter McQueen (Sortant) Projet Montréal      | 5 022  | 58,16 |
| Notre-Dame-de-Grâce | Conseiller ou conseillère de ville | Ashley Thornton Ensemble Montréal            | 1 601  | 18,54 |
| Notre-Dame-de-Grâce | Conseiller ou conseillère de ville | Luciana Arantes Mouvement Montréal           | 950    | 11,00 |
| Notre-Dame-de-Grâce | Conseiller ou conseillère de ville | Louise Kold-Taylor Courage                   | 831    | 9,62  |
| Notre-Dame-de-Grâce | Conseiller ou conseillère de ville | David Handelman Équipe CDN - NDG             | 231    | 2,68  |
| Notre-Dame-de-Grâce | Conseiller ou conseillère de ville |                                              |        |       |
| Notre-Dame-de-Grâce | Conseiller ou conseillère de ville | Votes valides                                | 8 635  | 98,83 |
| Notre-Dame-de-Grâce | Conseiller ou conseillère de ville | Votes invalides                              | 102    | 1,17  |
| Notre-Dame-de-Grâce | Conseiller ou conseillère de ville | Total                                        | 8 737  | 100   |
| Notre-Dame-de-Grâce | Conseiller ou conseillère de ville | Abstentions                                  | 12 337 | 58,54 |
| Notre-Dame-de-Grâce | Conseiller ou conseillère de ville | Inscrits/Participation                       | 21 074 | 41,46 |
|                     |                                    |                                              |        |       |
| Snowdon             | Conseiller ou conseillère de ville | Sonny Moroz Ensemble Montréal                | 2 682  | 46,84 |
| Snowdon             | Conseiller ou conseillère de ville | Victor Armony Projet Montréal                | 1 814  | 31,68 |
| Snowdon             | Conseiller ou conseillère de ville | Mauro Peña Mouvement Montréal                | 680    | 11,88 |
| Snowdon             | Conseiller ou conseillère de ville | France Stohner Courage                       | 390    | 6,81  |
| Snowdon             | Conseiller ou conseillère de ville | Madeleine Soos Équipe CDN - NDG              | 160    | 2,79  |
| Snowdon             | Conseiller ou conseillère de ville |                                              |        |       |
| Snowdon             | Conseiller ou conseillère de ville | Votes valides                                | 5 726  | 98,01 |
| Snowdon             | Conseiller ou conseillère de ville | Votes invalides                              | 116    | 1,99  |
| Snowdon             | Conseiller ou conseillère de ville | Total                                        | 5 842  | 100   |
| Snowdon             | Conseiller ou conseillère de ville | Abstentions                                  | 13 665 | 70,05 |
| Snowdon             | Conseiller ou conseillère de ville | Inscrits/Participation                       | 19 507 | 29,95 |

| Parti                    | Parti                    | Candidats                | Voix   | %     | Sièges | +/-           |  |
| ------------------------ | ------------------------ | ------------------------ | ------ | ----- | ------ | ------------- |  |
|                          | Projet Montréal          | 6                        | 25 397 | 39,78 | 4      | en stagnation |  |
|                          | Ensemble Montréal        | 6                        | 22 373 | 35,05 | 2      | 1             |  |
|                          | Mouvement Montréal       | 6                        | 7 109  | 11,14 | 0      | en stagnation |  |
|                          | Courage                  | 6                        | 5 721  | 8,96  | 0      | en stagnation |  |
|                          | Équipe CDN - NDG         | 6                        | 2 179  | 3,41  | 0      | en stagnation |  |
|                          | Action Montréal          | 2                        | 352    | 0,55  | 0      | en stagnation |  |
|                          | Indépendants             | 1                        | 707    | 1,11  | 0      | en stagnation |  |
| Total des votes          | Total des votes          | Total des votes          | 63 838 | 100   |        |               |  |
|                          |                          |                          |        |       |        |               |  |
| Suffrages exprimés       | Suffrages exprimés       | Suffrages exprimés       | 31 931 | 98,20 |        |               |  |
| Votes invalides          | Votes invalides          | Votes invalides          | 585    | 1,80  |        |               |  |
| Total                    | Total                    | Total                    | 32 516 | 100   | 6      | en stagnation |  |
| Abstention               | Abstention               | Abstention               | 62 419 | 65,75 |        |               |  |
| Inscrits / participation | Inscrits / participation | Inscrits / participation | 94 935 | 34,25 |        |               |  |

#### Lachine
| Lachine | Candidat à la mairie                      | Votes  | %     |
| Lachine | Maja Vodanovic (Sortante) Projet Montréal | 7 377  | 62,21 |
| Lachine | Josée Côté Ensemble Montréal              | 4 482  | 37,79 |
| Lachine |                                           |        |       |
| Lachine | Votes valides                             | 11 859 | 96,97 |
| Lachine | Votes invalides                           | 370    | 3,03  |
| Lachine | Total                                     | 12 229 | 100   |
| Lachine | Abstentions                               | 18 939 | 60,76 |
| Lachine | Inscrits/Participation                    | 31 168 | 39,24 |

| District         | Poste                                      | Candidat                                    | Votes  | %     |
| Lachine          | Conseiller ou conseillère de ville         | Vicki Grondin Projet Montréal               | 6 395  | 53,33 |
| Lachine          | Conseiller ou conseillère de ville         | Denis Boucher Ensemble Montréal             | 4 537  | 37,83 |
| Lachine          | Conseiller ou conseillère de ville         | Nadine Chalati Mouvement Montréal           | 1 060  | 8,84  |
| Lachine          | Conseiller ou conseillère de ville         |                                             |        |       |
| Lachine          | Conseiller ou conseillère de ville         | Votes valides                               | 11 992 | 97,56 |
| Lachine          | Conseiller ou conseillère de ville         | Votes invalides                             | 300    | 2,44  |
| Lachine          | Conseiller ou conseillère de ville         | Total                                       | 12 292 | 100   |
| Lachine          | Conseiller ou conseillère de ville         | Abstentions                                 | 18 876 | 60,56 |
| Lachine          | Conseiller ou conseillère de ville         | Inscrits/Participation                      | 31 168 | 39,44 |
|                  |                                            |                                             |        |       |
| Du Canal         | Conseiller ou conseillère d'arrondissement | Micheline Rouleau Projet Montréal           | 1 972  | 51,05 |
| Du Canal         | Conseiller ou conseillère d'arrondissement | Lise Poulin Ensemble Montréal               | 1 462  | 37,85 |
| Du Canal         | Conseiller ou conseillère d'arrondissement | Curren Dewan Mouvement Montréal             | 270    | 6,99  |
| Du Canal         | Conseiller ou conseillère d'arrondissement | Jean-Ricardo André Action Montréal          | 89     | 2,30  |
| Du Canal         | Conseiller ou conseillère d'arrondissement | André Lavigne Indépendant                   | 70     | 1,81  |
| Du Canal         | Conseiller ou conseillère d'arrondissement |                                             |        |       |
| Du Canal         | Conseiller ou conseillère d'arrondissement | Votes valides                               | 3 863  | 97,55 |
| Du Canal         | Conseiller ou conseillère d'arrondissement | Votes invalides                             | 97     | 2,45  |
| Du Canal         | Conseiller ou conseillère d'arrondissement | Total                                       | 3 960  | 100   |
| Du Canal         | Conseiller ou conseillère d'arrondissement | Abstentions                                 | 7 391  | 65,11 |
| Du Canal         | Conseiller ou conseillère d'arrondissement | Inscrits/Participation                      | 11 351 | 34,89 |
|                  |                                            |                                             |        |       |
| Fort-Rolland     | Conseiller ou conseillère d'arrondissement | Michèle Flannery (Sortante) Projet Montréal | 3 268  | 64,75 |
| Fort-Rolland     | Conseiller ou conseillère d'arrondissement | Simon Masella Ensemble Montréal             | 1 779  | 35,25 |
| Fort-Rolland     | Conseiller ou conseillère d'arrondissement |                                             |        |       |
| Fort-Rolland     | Conseiller ou conseillère d'arrondissement | Votes valides                               | 5 047  | 97,17 |
| Fort-Rolland     | Conseiller ou conseillère d'arrondissement | Votes invalides                             | 147    | 2,83  |
| Fort-Rolland     | Conseiller ou conseillère d'arrondissement | Total                                       | 5 194  | 100   |
| Fort-Rolland     | Conseiller ou conseillère d'arrondissement | Abstentions                                 | 4 880  | 48,44 |
| Fort-Rolland     | Conseiller ou conseillère d'arrondissement | Inscrits/Participation                      | 10 074 | 51,56 |
|                  |                                            |                                             |        |       |
| J.-Émery-Provost | Conseiller ou conseillère d'arrondissement | Younes Boukala (Sortant) Projet Montréal    | 1 709  | 57,50 |
| J.-Émery-Provost | Conseiller ou conseillère d'arrondissement | Kymberley Simonyik Ensemble Montréal        | 1 263  | 42,50 |
| J.-Émery-Provost | Conseiller ou conseillère d'arrondissement |                                             |        |       |
| J.-Émery-Provost | Conseiller ou conseillère d'arrondissement | Votes valides                               | 2 972  | 96,12 |
| J.-Émery-Provost | Conseiller ou conseillère d'arrondissement | Votes invalides                             | 120    | 3,88  |
| J.-Émery-Provost | Conseiller ou conseillère d'arrondissement | Total                                       | 3 092  | 100   |
| J.-Émery-Provost | Conseiller ou conseillère d'arrondissement | Abstentions                                 | 6 651  | 68,26 |
| J.-Émery-Provost | Conseiller ou conseillère d'arrondissement | Inscrits/Participation                      | 9 743  | 31,74 |

| Parti                    | Parti                    | Candidats                | Voix   | %     | Sièges | +/-           |  |
| ------------------------ | ------------------------ | ------------------------ | ------ | ----- | ------ | ------------- |  |
|                          | Projet Montréal          | 5                        | 20 721 | 57,99 | 5      | en stagnation |  |
|                          | Ensemble Montréal        | 5                        | 13 523 | 37,84 | 0      | en stagnation |  |
|                          | Mouvement Montréal       | 2                        | 1 330  | 3,72  | 0      | en stagnation |  |
|                          | Action Montréal          | 1                        | 89     | 0,25  | 0      | en stagnation |  |
|                          | Indépendants             | 1                        | 70     | 0,20  | 0      | -             |  |
| Total des votes          | Total des votes          | Total des votes          | 35 733 | 100   |        |               |  |
|                          |                          |                          |        |       |        |               |  |
| Suffrages exprimés       | Suffrages exprimés       | Suffrages exprimés       | 11 992 | 97,56 |        |               |  |
| Votes invalides          | Votes invalides          | Votes invalides          | 300    | 2,44  |        |               |  |
| Total                    | Total                    | Total                    | 12 292 | 100   | 5      | en stagnation |  |
| Abstention               | Abstention               | Abstention               | 18 876 | 60,56 |        |               |  |
| Inscrits / participation | Inscrits / participation | Inscrits / participation | 31 168 | 39,44 |        |               |  |

#### LaSalle
| LaSalle | Candidats à la mairie                  | Votes  | %     |
| LaSalle | Nancy Blanchet Équipe LaSalle          | 7 508  | 48,21 |
| LaSalle | Steven Laperriere Ensemble Montréal    | 3 163  | 20,31 |
| LaSalle | Jean-François Lefebvre Projet Montréal | 3 127  | 20,08 |
| LaSalle | Theodros Wolde Mouvement Montréal      | 1 274  | 8,18  |
| LaSalle | Francisco Moreno Action Montréal       | 502    | 3,22  |
| LaSalle |                                        |        |       |
| LaSalle | Votes valides                          | 15 574 | 97,37 |
| LaSalle | Votes invalides                        | 420    | 2,63  |
| LaSalle | Total                                  | 15 994 | 100   |
| LaSalle | Abstentions                            | 35 819 | 59,13 |
| LaSalle | Inscrits/Participation                 | 51 813 | 30,87 |

| District          | Poste                                         | Candidat                                   | Votes  | %      |
| Cecil-P.-Newman   | Conseiller ou conseillère de ville            | Laura Palestini Équipe LaSalle             | 2 672  | 39,89% |
| Cecil-P.-Newman   | Conseiller ou conseillère de ville            | Monique Vallée Ensemble Montréal           | 1 694  | 25,29  |
| Cecil-P.-Newman   | Conseiller ou conseillère de ville            | Anila Erindi Projet Montréal               | 1 419  | 21,19  |
| Cecil-P.-Newman   | Conseiller ou conseillère de ville            | Elijah Olise Mouvement Montréal            | 725    | 10,82  |
| Cecil-P.-Newman   | Conseiller ou conseillère de ville            | Eric Tremblay Action Montréal              | 188    | 2,81   |
| Cecil-P.-Newman   | Conseiller ou conseillère de ville            |                                            |        |        |
| Cecil-P.-Newman   | Conseiller ou conseillère de ville            | Votes valides                              | 6 698  | 96,49  |
| Cecil-P.-Newman   | Conseiller ou conseillère de ville            | Votes invalides                            | 244    | 3,51   |
| Cecil-P.-Newman   | Conseiller ou conseillère de ville            | Total                                      | 6 942  | 100    |
| Cecil-P.-Newman   | Conseiller ou conseillère de ville            | Abstentions                                | 18 389 | 72,59  |
| Cecil-P.-Newman   | Conseiller ou conseillère de ville            | Inscrits/Participation                     | 25 331 | 27,41  |
| Cecil-P.-Newman   |                                               |                                            |        |        |
| Cecil-P.-Newman   | Conseiller ou conseillère d'arrondissement #1 | Michel Noël Équipe LaSalle                 | 2 501  | 37,65  |
| Cecil-P.-Newman   | Conseiller ou conseillère d'arrondissement #1 | Catherine Bourgoin Ensemble Montréal       | 1 807  | 27,20  |
| Cecil-P.-Newman   | Conseiller ou conseillère d'arrondissement #1 | Anh Dao Projet Montréal                    | 1 460  | 21,98  |
| Cecil-P.-Newman   | Conseiller ou conseillère d'arrondissement #1 | Joe Blanco Mouvement Montréal              | 875    | 13,17  |
| Cecil-P.-Newman   | Conseiller ou conseillère d'arrondissement #1 |                                            |        |        |
| Cecil-P.-Newman   | Conseiller ou conseillère d'arrondissement #1 | Votes valides                              | 6 643  | 95,75  |
| Cecil-P.-Newman   | Conseiller ou conseillère d'arrondissement #1 | Votes invalides                            | 295    | 4,25   |
| Cecil-P.-Newman   | Conseiller ou conseillère d'arrondissement #1 | Total                                      | 6 938  | 100    |
| Cecil-P.-Newman   | Conseiller ou conseillère d'arrondissement #1 | Abstentions                                | 18 393 | 72,61  |
| Cecil-P.-Newman   | Conseiller ou conseillère d'arrondissement #1 | Inscrits/Participation                     | 25 331 | 27,39  |
| Cecil-P.-Newman   |                                               |                                            |        |        |
| Cecil-P.-Newman   | Conseiller ou conseillère d'arrondissement #2 | Josée Troilo (Sortante) Équipe LaSalle     | 3 291  | 49,89  |
| Cecil-P.-Newman   | Conseiller ou conseillère d'arrondissement #2 | Michael Peter Morin Ensemble Montréal      | 1 834  | 27,80  |
| Cecil-P.-Newman   | Conseiller ou conseillère d'arrondissement #2 | Pierre Marc Ngamaleu Projet Montréal       | 1 472  | 22,31  |
| Cecil-P.-Newman   | Conseiller ou conseillère d'arrondissement #2 |                                            |        |        |
| Cecil-P.-Newman   | Conseiller ou conseillère d'arrondissement #2 | Votes valides                              | 6 597  | 95,21  |
| Cecil-P.-Newman   | Conseiller ou conseillère d'arrondissement #2 | Votes invalides                            | 332    | 4,79   |
| Cecil-P.-Newman   | Conseiller ou conseillère d'arrondissement #2 | Total                                      | 6 929  | 100    |
| Cecil-P.-Newman   | Conseiller ou conseillère d'arrondissement #2 | Abstentions                                | 18 402 | 72,65  |
| Cecil-P.-Newman   | Conseiller ou conseillère d'arrondissement #2 | Inscrits/Participation                     | 25 331 | 27,35  |
|                   |                                               |                                            |        |        |
| Sault-Saint-Louis | Conseiller ou conseillère de ville            | Richard Deschamps (Sortant) Équipe LaSalle | 4 460  | 51,34  |
| Sault-Saint-Louis | Conseiller ou conseillère de ville            | Jean-François Bernier Projet Montréal      | 2 260  | 26,02  |
| Sault-Saint-Louis | Conseiller ou conseillère de ville            | Naveed Hussain Ensemble Montréal           | 1 687  | 19,42  |
| Sault-Saint-Louis | Conseiller ou conseillère de ville            | Lise Vallée Action Montréal                | 280    | 3,22   |
| Sault-Saint-Louis | Conseiller ou conseillère de ville            |                                            |        |        |
| Sault-Saint-Louis | Conseiller ou conseillère de ville            | Votes valides                              | 8 687  | 97,40  |
| Sault-Saint-Louis | Conseiller ou conseillère de ville            | Votes invalides                            | 232    | 2,60   |
| Sault-Saint-Louis | Conseiller ou conseillère de ville            | Total                                      | 8 919  | 100    |
| Sault-Saint-Louis | Conseiller ou conseillère de ville            | Abstentions                                | 17 563 | 66,32  |
| Sault-Saint-Louis | Conseiller ou conseillère de ville            | Inscrits/Participation                     | 26 482 | 33,68  |
| Sault-Saint-Louis |                                               |                                            |        |        |
| Sault-Saint-Louis | Conseiller ou conseillère d'arrondissement #1 | Daniela Romano Équipe LaSalle              | 4 459  | 50,65  |
| Sault-Saint-Louis | Conseiller ou conseillère d'arrondissement #1 | Salah-Eddine Dahel Projet Montréal         | 2 238  | 25,42  |
| Sault-Saint-Louis | Conseiller ou conseillère d'arrondissement #1 | Anthony Perrotti Ensemble Montréal         | 1 926  | 21,88  |
| Sault-Saint-Louis | Conseiller ou conseillère d'arrondissement #1 | Ihor Kravchuk Action Montréal              | 180    | 2,04   |
| Sault-Saint-Louis | Conseiller ou conseillère d'arrondissement #1 |                                            |        |        |
| Sault-Saint-Louis | Conseiller ou conseillère d'arrondissement #1 | Votes valides                              | 8 803  | 97,21  |
| Sault-Saint-Louis | Conseiller ou conseillère d'arrondissement #1 | Votes invalides                            | 253    | 2,79   |
| Sault-Saint-Louis | Conseiller ou conseillère d'arrondissement #1 | Total                                      | 9 056  | 100    |
| Sault-Saint-Louis | Conseiller ou conseillère d'arrondissement #1 | Abstentions                                | 17 426 | 65,80  |
| Sault-Saint-Louis | Conseiller ou conseillère d'arrondissement #1 | Inscrits/Participation                     | 26 482 | 34,20  |
| Sault-Saint-Louis |                                               |                                            |        |        |
| Sault-Saint-Louis | Conseiller d'arrondissement #2                | Benoit Auger Équipe LaSalle                | 4 770  | 54,26  |
| Sault-Saint-Louis | Conseiller d'arrondissement #2                | Ben Chung Projet Montréal                  | 2 163  | 24,60  |
| Sault-Saint-Louis | Conseiller d'arrondissement #2                | Juan Mendez Ensemble Montréal              | 1 858  | 21,14  |
| Sault-Saint-Louis | Conseiller d'arrondissement #2                |                                            |        |        |
| Sault-Saint-Louis | Conseiller d'arrondissement #2                | Votes valides                              | 8 791  | 97,04  |
| Sault-Saint-Louis | Conseiller d'arrondissement #2                | Votes invalides                            | 268    | 2,96   |
| Sault-Saint-Louis | Conseiller d'arrondissement #2                | Total                                      | 9 059  | 100    |
| Sault-Saint-Louis | Conseiller d'arrondissement #2                | Abstentions                                | 17 423 | 65,79  |
| Sault-Saint-Louis | Conseiller d'arrondissement #2                | Inscrits/Participation                     | 26 482 | 34,21  |

| Parti                    | Parti                    | Candidats                | Voix   | %     | Sièges | +/-           |  |
| ------------------------ | ------------------------ | ------------------------ | ------ | ----- | ------ | ------------- |  |
|                          | Équipe LaSalle           | 7                        | 29 661 | 48,00 | 7      | en stagnation |  |
|                          | Projet Montréal          | 7                        | 14 139 | 22,88 | 0      | en stagnation |  |
|                          | Ensemble Montréal        | 7                        | 13 969 | 22,61 | 0      | en stagnation |  |
|                          | Mouvement Montréal       | 3                        | 2 874  | 4,65  | 0      | en stagnation |  |
|                          | Action Montréal          | 4                        | 1 150  | 1,86  | 0      | en stagnation |  |
| Total des votes          | Total des votes          | Total des votes          | 61 793 | 100   |        |               |  |
|                          |                          |                          |        |       |        |               |  |
| Suffrages exprimés       | Suffrages exprimés       | Suffrages exprimés       | 15 574 | 97,37 |        |               |  |
| Votes invalides          | Votes invalides          | Votes invalides          | 420    | 2,63  |        |               |  |
| Total                    | Total                    | Total                    | 15 994 | 100   | 7      | en stagnation |  |
| Abstention               | Abstention               | Abstention               | 35 819 | 69,13 |        |               |  |
| Inscrits / participation | Inscrits / participation | Inscrits / participation | 51 813 | 30,87 |        |               |  |

#### L'Île-Bizard–Sainte-Geneviève
| L'Île-Bizard– Sainte-Geneviève | Candidats à la mairie                         | Votes  | %     |
| L'Île-Bizard– Sainte-Geneviève | Stéphane Côté Ensemble Montréal               | 3 150  | 48,01 |
| L'Île-Bizard– Sainte-Geneviève | Normand Marinacci (Sortant) Projet Montréal   | 2 226  | 33,93 |
| L'Île-Bizard– Sainte-Geneviève | Susan Kennerknecht Bastien Mouvement Montréal | 1 185  | 18,06 |
| L'Île-Bizard– Sainte-Geneviève |                                               |        |       |
| L'Île-Bizard– Sainte-Geneviève | Votes valides                                 | 6 561  | 97,88 |
| L'Île-Bizard– Sainte-Geneviève | Votes invalides                               | 142    | 2,12  |
| L'Île-Bizard– Sainte-Geneviève | Total                                         | 6 703  | 100   |
| L'Île-Bizard– Sainte-Geneviève | Abstentions                                   | 6 976  | 51,00 |
| L'Île-Bizard– Sainte-Geneviève | Inscrits/Participation                        | 13 679 | 49,00 |

| District             | Poste                                      | Candidat                                        | Votes | %     |
| Denis-Benjamin-Viger | Conseiller ou conseillère d'arrondissement | Alain Wilson Ensemble Montréal                  | 877   | 44,56 |
| Denis-Benjamin-Viger | Conseiller ou conseillère d'arrondissement | Stephanie Soussamian Projet Montréal            | 775   | 39,38 |
| Denis-Benjamin-Viger | Conseiller ou conseillère d'arrondissement | Manal Soujaa Mouvement Montréal                 | 316   | 16,06 |
| Denis-Benjamin-Viger | Conseiller ou conseillère d'arrondissement |                                                 |       |       |
| Denis-Benjamin-Viger | Conseiller ou conseillère d'arrondissement | Votes valides                                   | 1 968 | 98,11 |
| Denis-Benjamin-Viger | Conseiller ou conseillère d'arrondissement | Votes invalides                                 | 38    | 1,89  |
| Denis-Benjamin-Viger | Conseiller ou conseillère d'arrondissement | Total                                           | 2 006 | 100   |
| Denis-Benjamin-Viger | Conseiller ou conseillère d'arrondissement | Abstentions                                     | 1 718 | 46,13 |
| Denis-Benjamin-Viger | Conseiller ou conseillère d'arrondissement | Inscrits/Participation                          | 3 724 | 53,87 |
|                      |                                            |                                                 |       |       |
| Jacques-Bizard       | Conseiller ou conseillère d'arrondissement | Richard Bélanger Ensemble Montréal              | 735   | 46,73 |
| Jacques-Bizard       | Conseiller ou conseillère d'arrondissement | Geneviève Delisle Projet Montréal               | 499   | 31,72 |
| Jacques-Bizard       | Conseiller ou conseillère d'arrondissement | Robert Samoszewski (Sortant) Mouvement Montréal | 339   | 21,55 |
| Jacques-Bizard       | Conseiller ou conseillère d'arrondissement |                                                 |       |       |
| Jacques-Bizard       | Conseiller ou conseillère d'arrondissement | Votes valides                                   | 1 573 | 98,31 |
| Jacques-Bizard       | Conseiller ou conseillère d'arrondissement | Votes invalides                                 | 27    | 1,69  |
| Jacques-Bizard       | Conseiller ou conseillère d'arrondissement | Total                                           | 1 600 | 100   |
| Jacques-Bizard       | Conseiller ou conseillère d'arrondissement | Abstentions                                     | 1 688 | 51,34 |
| Jacques-Bizard       | Conseiller ou conseillère d'arrondissement | Inscrits/Participation                          | 3 288 | 48,66 |
|                      |                                            |                                                 |       |       |
| Pierre-Foretier      | Conseiller ou conseillère d'arrondissement | Danielle Myrand Ensemble Montréal               | 1 018 | 48,16 |
| Pierre-Foretier      | Conseiller ou conseillère d'arrondissement | Maxime Deshaies Projet Montréal                 | 830   | 39,26 |
| Pierre-Foretier      | Conseiller ou conseillère d'arrondissement | Claudio Onorati Mouvement Montréal              | 266   | 12,58 |
| Pierre-Foretier      | Conseiller ou conseillère d'arrondissement |                                                 |       |       |
| Pierre-Foretier      | Conseiller ou conseillère d'arrondissement | Votes valides                                   | 2 114 | 97,69 |
| Pierre-Foretier      | Conseiller ou conseillère d'arrondissement | Votes invalides                                 | 50    | 2,31  |
| Pierre-Foretier      | Conseiller ou conseillère d'arrondissement | Total                                           | 2 164 | 100   |
| Pierre-Foretier      | Conseiller ou conseillère d'arrondissement | Abstentions                                     | 2 027 | 48,37 |
| Pierre-Foretier      | Conseiller ou conseillère d'arrondissement | Inscrits/Participation                          | 4 191 | 51,63 |
|                      |                                            |                                                 |       |       |
| Sainte-Geneviève     | Conseillère d'arrondissement               | Suzanne Marceau (Sortante) Ensemble Montréal    | 376   | 43,17 |
| Sainte-Geneviève     | Conseillère d'arrondissement               | Fadima Touré-Diallo Projet Montréal             | 335   | 38,46 |
| Sainte-Geneviève     | Conseillère d'arrondissement               | Caroline Arslanian Mouvement Montréal           | 160   | 18,37 |
| Sainte-Geneviève     | Conseillère d'arrondissement               |                                                 |       |       |
| Sainte-Geneviève     | Conseillère d'arrondissement               | Votes valides                                   | 871   | 96,14 |
| Sainte-Geneviève     | Conseillère d'arrondissement               | Votes invalides                                 | 35    | 3,86  |
| Sainte-Geneviève     | Conseillère d'arrondissement               | Total                                           | 906   | 100   |
| Sainte-Geneviève     | Conseillère d'arrondissement               | Abstentions                                     | 1 570 | 63,41 |
| Sainte-Geneviève     | Conseillère d'arrondissement               | Inscrits/Participation                          | 2 476 | 36,59 |

| Parti                    | Parti                    | Candidats                | Voix   | %     | Sièges | +/-           |  |
| ------------------------ | ------------------------ | ------------------------ | ------ | ----- | ------ | ------------- |  |
|                          | Ensemble Montréal        | 5                        | 6 156  | 47,04 | 5      | 4             |  |
|                          | Projet Montréal          | 5                        | 4 665  | 35,65 | 0      | 4             |  |
|                          | Mouvement Montréal       | 5                        | 2 266  | 17,31 | 0      | en stagnation |  |
| Total des votes          | Total des votes          | Total des votes          | 13 087 | 100   |        |               |  |
|                          |                          |                          |        |       |        |               |  |
| Suffrages exprimés       | Suffrages exprimés       | Suffrages exprimés       | 6 561  | 97,88 |        |               |  |
| Votes invalides          | Votes invalides          | Votes invalides          | 142    | 2,12  |        |               |  |
| Total                    | Total                    | Total                    | 6 703  | 100   | 5      | en stagnation |  |
| Abstention               | Abstention               | Abstention               | 6 976  | 51,00 |        |               |  |
| Inscrits / participation | Inscrits / participation | Inscrits / participation | 13 679 | 49,00 |        |               |  |

#### Mercier–Hochelaga-Maisonneuve
| Mercier–Hochelaga-Maisonneuve | Candidats à la mairie                          | Votes  | %     |
| Mercier–Hochelaga-Maisonneuve | Pierre Lessard-Blais (Sortant) Projet Montréal | 20 022 | 51,24 |
| Mercier–Hochelaga-Maisonneuve | Karine Boivin Roy Ensemble Montréal            | 15 774 | 40,37 |
| Mercier–Hochelaga-Maisonneuve | Patricia Tulasne Mouvement Montréal            | 2 404  | 6,15  |
| Mercier–Hochelaga-Maisonneuve | Robert Sévigny Action Montréal                 | 874    | 2,24  |
| Mercier–Hochelaga-Maisonneuve |                                                |        |       |
| Mercier–Hochelaga-Maisonneuve | Votes valides                                  | 39 074 | 97,81 |
| Mercier–Hochelaga-Maisonneuve | Votes invalides                                | 873    | 2,19  |
| Mercier–Hochelaga-Maisonneuve | Total                                          | 39 947 | 100   |
| Mercier–Hochelaga-Maisonneuve | Abstentions                                    | 56 194 | 58,45 |
| Mercier–Hochelaga-Maisonneuve | Inscrits/Participation                         | 96 141 | 41,55 |

| District                   | Poste                              | Candidat                                     | Votes               | %                   |
| Hochelaga                  | Conseiller ou conseillère de ville | Éric Alan Caldwell (Sortant) Projet Montréal | 5 973               | 65,70               |
| Hochelaga                  | Conseiller ou conseillère de ville | Réal Ménard Ensemble Montréal                | 2 467               | 27,14               |
| Hochelaga                  | Conseiller ou conseillère de ville | Ariane Beaudin Indépendante                  | 651                 | 7,16                |
| Hochelaga                  | Conseiller ou conseillère de ville | Jean-Philippe Martin Mouvement Montréal      | Candidature retirée | Candidature retirée |
| Hochelaga                  | Conseiller ou conseillère de ville |                                              |                     |                     |
| Hochelaga                  | Conseiller ou conseillère de ville | Votes valides                                | 9 091               | 97,85               |
| Hochelaga                  | Conseiller ou conseillère de ville | Votes invalides                              | 200                 | 2,15                |
| Hochelaga                  | Conseiller ou conseillère de ville | Total                                        | 9 291               | 100                 |
| Hochelaga                  | Conseiller ou conseillère de ville | Abstentions                                  | 14 083              | 60,25               |
| Hochelaga                  | Conseiller ou conseillère de ville | Inscrits/Participation                       | 23 374              | 39,75               |
|                            |                                    |                                              |                     |                     |
| Louis-Riel                 | Conseiller ou conseillère de ville | Alba Zuniga Ramos Ensemble Montréal          | 4 698               | 50,48               |
| Louis-Riel                 | Conseiller ou conseillère de ville | Julie Lamontagne Projet Montréal             | 4 095               | 44,00               |
| Louis-Riel                 | Conseiller ou conseillère de ville | Philippe Corbeil Mouvement Montréal          | 513                 | 5,51                |
| Louis-Riel                 | Conseiller ou conseillère de ville |                                              |                     |                     |
| Louis-Riel                 | Conseiller ou conseillère de ville | Votes valides                                | 9 306               | 97,26               |
| Louis-Riel                 | Conseiller ou conseillère de ville | Votes invalides                              | 262                 | 2,74                |
| Louis-Riel                 | Conseiller ou conseillère de ville | Total                                        | 9 568               | 100                 |
| Louis-Riel                 | Conseiller ou conseillère de ville | Abstentions                                  | 11 914              | 55,46               |
| Louis-Riel                 | Conseiller ou conseillère de ville | Inscrits/Participation                       | 21 482              | 44,54               |
|                            |                                    |                                              |                     |                     |
| Maisonneuve– Longue-Pointe | Conseiller ou conseillère de ville | Alia Hassan-Cournol Projet Montréal          | 5 490               | 57,95               |
| Maisonneuve– Longue-Pointe | Conseiller ou conseillère de ville | Emilia Tamko Ensemble Montréal               | 3 356               | 35,42               |
| Maisonneuve– Longue-Pointe | Conseiller ou conseillère de ville | Murielle Albert Action Montréal              | 628                 | 6,63                |
| Maisonneuve– Longue-Pointe | Conseiller ou conseillère de ville | Sylvain Medzalabenleth Mouvement Montréal    | Candidature retirée | Candidature retirée |
| Maisonneuve– Longue-Pointe | Conseiller ou conseillère de ville |                                              |                     |                     |
| Maisonneuve– Longue-Pointe | Conseiller ou conseillère de ville | Votes valides                                | 9 474               | 97,22               |
| Maisonneuve– Longue-Pointe | Conseiller ou conseillère de ville | Votes invalides                              | 271                 | 2,78                |
| Maisonneuve– Longue-Pointe | Conseiller ou conseillère de ville | Total                                        | 9 745               | 100                 |
| Maisonneuve– Longue-Pointe | Conseiller ou conseillère de ville | Abstentions                                  | 14 904              | 60,46               |
| Maisonneuve– Longue-Pointe | Conseiller ou conseillère de ville | Inscrits/Participation                       | 24 649              | 39,54               |
|                            |                                    |                                              |                     |                     |
| Tétreaultville             | Conseiller ou conseillère de ville | Julien Hénault-Ratelle Ensemble Montréal     | 5 149               | 46,49               |
| Tétreaultville             | Conseiller ou conseillère de ville | Suzie Miron (Sortante) Projet Montréal       | 5 107               | 46,11               |
| Tétreaultville             | Conseiller ou conseillère de ville | Priscille Dossouvi Mouvement Montréal        | 421                 | 3,80                |
| Tétreaultville             | Conseiller ou conseillère de ville | Jean-Pierre Dakouo Action Montréal           | 399                 | 3,60                |
| Tétreaultville             | Conseiller ou conseillère de ville |                                              |                     |                     |
| Tétreaultville             | Conseiller ou conseillère de ville | Votes valides                                | 11 076              | 97,56               |
| Tétreaultville             | Conseiller ou conseillère de ville | Votes invalides                              | 277                 | 2,44                |
| Tétreaultville             | Conseiller ou conseillère de ville | Total                                        | 11 353              | 100                 |
| Tétreaultville             | Conseiller ou conseillère de ville | Abstentions                                  | 15 283              | 57,38               |
| Tétreaultville             | Conseiller ou conseillère de ville | Inscrits/Participation                       | 26 636              | 42,62               |

| Parti                    | Parti                    | Candidats                | Voix   | %     | Sièges | +/-           |  |
| ------------------------ | ------------------------ | ------------------------ | ------ | ----- | ------ | ------------- |  |
|                          | Projet Montréal          | 5                        | 40 687 | 52,15 | 3      | 1             |  |
|                          | Ensemble Montréal        | 5                        | 31 444 | 40,30 | 2      | 1             |  |
|                          | Mouvement Montréal       | 3                        | 3 338  | 4,28  | 0      | en stagnation |  |
|                          | Action Montréal          | 3                        | 1 901  | 2,44  | 0      | en stagnation |  |
|                          | Indépendants             | 1                        | 651    | 0,83  | 0      | -             |  |
| Total des votes          | Total des votes          | Total des votes          | 78 021 | 100   |        |               |  |
|                          |                          |                          |        |       |        |               |  |
| Suffrages exprimés       | Suffrages exprimés       | Suffrages exprimés       | 39 074 | 97,81 |        |               |  |
| Votes invalides          | Votes invalides          | Votes invalides          | 873    | 2,19  |        |               |  |
| Total                    | Total                    | Total                    | 39 947 | 100   | 5      | en stagnation |  |
| Abstention               | Abstention               | Abstention               | 56 194 | 58,45 |        |               |  |
| Inscrits / participation | Inscrits / participation | Inscrits / participation | 96 141 | 41,55 |        |               |  |

#### Montréal-Nord
| Montréal-Nord | Candidats à la mairie                        | Votes  | %     |
| Montréal-Nord | Christine Black (Sortante) Ensemble Montréal | 10 638 | 64,24 |
| Montréal-Nord | Will Prosper Projet Montréal                 | 4 851  | 29,29 |
| Montréal-Nord | Carl-Henry Jean-François Mouvement Montréal  | 735    | 4,44  |
| Montréal-Nord | Vito Salvaggio Action Montréal               | 337    | 2,03  |
| Montréal-Nord |                                              |        |       |
| Montréal-Nord | Votes valides                                | 16 561 | 96,57 |
| Montréal-Nord | Votes invalides                              | 588    | 3,43  |
| Montréal-Nord | Total                                        | 17 149 | 100   |
| Montréal-Nord | Abstentions                                  | 34 000 | 66,47 |
| Montréal-Nord | Inscrits/Participation                       | 51 140 | 33,53 |

| District       | Poste                                      | Candidat                                      | Votes  | %     |
| Marie-Clarac   | Conseiller de ville                        | Abdelhaq Sari (Sortant) Ensemble Montréal     | 5 411  | 61,05 |
| Marie-Clarac   | Conseiller de ville                        | Mathieu Léonard Projet Montréal               | 3 452  | 38,95 |
| Marie-Clarac   | Conseiller de ville                        |                                               |        |       |
| Marie-Clarac   | Conseiller de ville                        | Votes valides                                 | 8 863  | 95,24 |
| Marie-Clarac   | Conseiller de ville                        | Votes invalides                               | 443    | 4,76  |
| Marie-Clarac   | Conseiller de ville                        | Total                                         | 9 306  | 100   |
| Marie-Clarac   | Conseiller de ville                        | Abstentions                                   | 17 974 | 65,89 |
| Marie-Clarac   | Conseiller de ville                        | Inscrits/Participation                        | 27 280 | 34,11 |
| Marie-Clarac   |                                            |                                               |        |       |
| Marie-Clarac   | Conseiller ou conseillère d'arrondissement | Jean Marc Poirier (Sortant) Ensemble Montréal | 5 478  | 61,56 |
| Marie-Clarac   | Conseiller ou conseillère d'arrondissement | Ana E Mejia Projet Montréal                   | 2 892  | 32,50 |
| Marie-Clarac   | Conseiller ou conseillère d'arrondissement | Fabrice Horace Mouvement Montréal             | 528    | 5,93  |
| Marie-Clarac   | Conseiller ou conseillère d'arrondissement |                                               |        |       |
| Marie-Clarac   | Conseiller ou conseillère d'arrondissement | Votes valides                                 | 8 898  | 95,63 |
| Marie-Clarac   | Conseiller ou conseillère d'arrondissement | Votes invalides                               | 407    | 4,37  |
| Marie-Clarac   | Conseiller ou conseillère d'arrondissement | Total                                         | 9 305  | 100   |
| Marie-Clarac   | Conseiller ou conseillère d'arrondissement | Abstentions                                   | 17 975 | 65,89 |
| Marie-Clarac   | Conseiller ou conseillère d'arrondissement | Inscrits/Participation                        | 27 280 | 34,11 |
|                |                                            |                                               |        |       |
| Ovide-Clermont | Conseiller ou conseillère de ville         | Chantal Rossi (Sortante) Ensemble Montréal    | 5 060  | 67,62 |
| Ovide-Clermont | Conseiller ou conseillère de ville         | Fatima Gabriela Salazar Gomez Projet Montréal | 2 423  | 32,38 |
| Ovide-Clermont | Conseiller ou conseillère de ville         |                                               |        |       |
| Ovide-Clermont | Conseiller ou conseillère de ville         | Votes valides                                 | 7 483  | 95,24 |
| Ovide-Clermont | Conseiller ou conseillère de ville         | Votes invalides                               | 374    | 4,76  |
| Ovide-Clermont | Conseiller ou conseillère de ville         | Total                                         | 7 857  | 100   |
| Ovide-Clermont | Conseiller ou conseillère de ville         | Abstentions                                   | 16 003 | 67,07 |
| Ovide-Clermont | Conseiller ou conseillère de ville         | Inscrits/Participation                        | 23 860 | 32,93 |
| Ovide-Clermont |                                            |                                               |        |       |
| Ovide-Clermont | Conseiller ou conseillère d'arrondissement | Philippe Thermidor Ensemble Montréal          | 4 461  | 60,56 |
| Ovide-Clermont | Conseiller ou conseillère d'arrondissement | D-yana Bommier Projet Montréal                | 2 384  | 32,36 |
| Ovide-Clermont | Conseiller ou conseillère d'arrondissement | Daphney Celestin Mouvement Montréal           | 521    | 7,07  |
| Ovide-Clermont | Conseiller ou conseillère d'arrondissement |                                               |        |       |
| Ovide-Clermont | Conseiller ou conseillère d'arrondissement | Votes valides                                 | 7 366  | 93,73 |
| Ovide-Clermont | Conseiller ou conseillère d'arrondissement | Votes invalides                               | 493    | 6,27  |
| Ovide-Clermont | Conseiller ou conseillère d'arrondissement | Total                                         | 7 859  | 100   |
| Ovide-Clermont | Conseiller ou conseillère d'arrondissement | Abstentions                                   | 16 001 | 67,06 |
| Ovide-Clermont | Conseiller ou conseillère d'arrondissement | Inscrits/Participation                        | 23 860 | 32,94 |

| Parti                    | Parti                    | Candidats                | Voix   | %     | Sièges | +/-           |  |
| ------------------------ | ------------------------ | ------------------------ | ------ | ----- | ------ | ------------- |  |
|                          | Ensemble Montréal        | 5                        | 31 048 | 63,14 | 5      | en stagnation |  |
|                          | Projet Montréal          | 5                        | 16 002 | 32,54 | 0      | en stagnation |  |
|                          | Mouvement Montréal       | 3                        | 1 784  | 3,63  | 0      | en stagnation |  |
|                          | Action Montréal          | 1                        | 337    | 0,69  | 0      | en stagnation |  |
| Total des votes          | Total des votes          | Total des votes          | 49 171 | 100   |        |               |  |
|                          |                          |                          |        |       |        |               |  |
| Suffrages exprimés       | Suffrages exprimés       | Suffrages exprimés       | 16 561 | 96,57 |        |               |  |
| Votes invalides          | Votes invalides          | Votes invalides          | 588    | 3,43  |        |               |  |
| Total                    | Total                    | Total                    | 17 149 | 100   | 5      | en stagnation |  |
| Abstention               | Abstention               | Abstention               | 34 000 | 66,47 |        |               |  |
| Inscrits / participation | Inscrits / participation | Inscrits / participation | 51 140 | 33,53 |        |               |  |

#### Outremont
| Outremont | Candidats à la mairie                       | Votes               | %                   |
| Outremont | Laurent Desbois Ensemble Montréal           | 4 151               | 50,14               |
| Outremont | Philipe Tomlinson (Sortant) Projet Montréal | 4 128               | 49,86               |
| Outremont | Marc-Antoine Desjardins Mouvement Montréal  | Candidature retirée | Candidature retirée |
| Outremont |                                             |                     |                     |
| Outremont | Votes valides                               | 8 271               | 96,39               |
| Outremont | Votes invalides                             | 310                 | 3,61                |
| Outremont | Total                                       | 8 581               | 100                 |
| Outremont | Abstentions                                 | 6 747               | 44,08               |
| Outremont | Inscrits/Participation                      | 15 328              | 55,92               |

| District        | Poste                                      | Candidat                                    | Votes               | %                   |
| Claude-Ryan     | Conseiller ou conseillère d'arrondissement | Mindy Pollak (Sortante) Projet Montréal     | 1 461               | 81,53               |
| Claude-Ryan     | Conseiller ou conseillère d'arrondissement | Joshua Rosenbaum Mouvement Montréal         | 331                 | 18,47               |
| Claude-Ryan     | Conseiller ou conseillère d'arrondissement | Dan Kraft Ensemble Montréal                 | Candidature retirée | Candidature retirée |
| Claude-Ryan     | Conseiller ou conseillère d'arrondissement |                                             |                     |                     |
| Claude-Ryan     | Conseiller ou conseillère d'arrondissement | Votes valides                               | 1 792               | 81,64               |
| Claude-Ryan     | Conseiller ou conseillère d'arrondissement | Votes invalides                             | 403                 | 18,36               |
| Claude-Ryan     | Conseiller ou conseillère d'arrondissement | Total                                       | 2 195               | 100                 |
| Claude-Ryan     | Conseiller ou conseillère d'arrondissement | Abstentions                                 | 1 911               | 46,54               |
| Claude-Ryan     | Conseiller ou conseillère d'arrondissement | Inscrits/Participation                      | 4 106               | 53,46               |
|                 |                                            |                                             |                     |                     |
| Jeanne-Sauvé    | Conseiller ou conseillère d'arrondissement | Caroline Braun Ensemble Montréal            | 844                 | 41,39               |
| Jeanne-Sauvé    | Conseiller ou conseillère d'arrondissement | Fanny Magini (Sortante) Projet Montréal     | 709                 | 34,77               |
| Jeanne-Sauvé    | Conseiller ou conseillère d'arrondissement | Simon Latraverse Parti Outremont            | 486                 | 23,84               |
| Jeanne-Sauvé    | Conseiller ou conseillère d'arrondissement |                                             |                     |                     |
| Jeanne-Sauvé    | Conseiller ou conseillère d'arrondissement | Votes valides                               | 2 039               | 99,03               |
| Jeanne-Sauvé    | Conseiller ou conseillère d'arrondissement | Votes invalides                             | 20                  | 0,97                |
| Jeanne-Sauvé    | Conseiller ou conseillère d'arrondissement | Total                                       | 2 059               | 100                 |
| Jeanne-Sauvé    | Conseiller ou conseillère d'arrondissement | Abstentions                                 | 1 670               | 44,78               |
| Jeanne-Sauvé    | Conseiller ou conseillère d'arrondissement | Inscrits/Participation                      | 3 729               | 55,22               |
|                 |                                            |                                             |                     |                     |
| Joseph-Beaubien | Conseiller ou conseillère d'arrondissement | Valérie Patreau (Sortante) Projet Montréal  | 1 053               | 43,00               |
| Joseph-Beaubien | Conseiller ou conseillère d'arrondissement | Céline Forget Parti Outremont               | 817                 | 33,36               |
| Joseph-Beaubien | Conseiller ou conseillère d'arrondissement | Philippe Guertin Ensemble Montréal          | 579                 | 23,64               |
| Joseph-Beaubien | Conseiller ou conseillère d'arrondissement |                                             |                     |                     |
| Joseph-Beaubien | Conseiller ou conseillère d'arrondissement | Votes valides                               | 2 449               | 99,03               |
| Joseph-Beaubien | Conseiller ou conseillère d'arrondissement | Votes invalides                             | 24                  | 0,97                |
| Joseph-Beaubien | Conseiller ou conseillère d'arrondissement | Total                                       | 2 473               | 100                 |
| Joseph-Beaubien | Conseiller ou conseillère d'arrondissement | Abstentions                                 | 1 611               | 39,45               |
| Joseph-Beaubien | Conseiller ou conseillère d'arrondissement | Inscrits/Participation                      | 4 084               | 60,55               |
|                 |                                            |                                             |                     |                     |
| Robert-Bourassa | Conseiller ou conseillère d'arrondissement | Marie Potvin Ensemble Montréal              | 771                 | 42,32               |
| Robert-Bourassa | Conseiller ou conseillère d'arrondissement | Jill Lance Projet Montréal                  | 701                 | 38,47               |
| Robert-Bourassa | Conseiller ou conseillère d'arrondissement | Jean-Marc Corbeil (Sortant) Parti Outremont | 350                 | 19,21               |
| Robert-Bourassa | Conseiller ou conseillère d'arrondissement | Katchik Ebruchumian Mouvement Montréal      | Candidature retirée | Candidature retirée |
| Robert-Bourassa | Conseiller ou conseillère d'arrondissement |                                             |                     |                     |
| Robert-Bourassa | Conseiller ou conseillère d'arrondissement | Votes valides                               | 1 822               | 99,29               |
| Robert-Bourassa | Conseiller ou conseillère d'arrondissement | Votes invalides                             | 13                  | 0,71                |
| Robert-Bourassa | Conseiller ou conseillère d'arrondissement | Total                                       | 1 835               | 100                 |
| Robert-Bourassa | Conseiller ou conseillère d'arrondissement | Abstentions                                 | 1 574               | 46,16               |
| Robert-Bourassa | Conseiller ou conseillère d'arrondissement | Inscrits/Participation                      | 3 409               | 53,84               |

| Parti                    | Parti                    | Candidats                | Voix   | %     | Sièges | +/-           |  |
| ------------------------ | ------------------------ | ------------------------ | ------ | ----- | ------ | ------------- |  |
|                          | Projet Montréal          | 5                        | 8 052  | 49,15 | 2      | 2             |  |
|                          | Ensemble Montréal        | 4                        | 6 345  | 38,73 | 3      | 2             |  |
|                          | Parti Outremont          | 3                        | 1 653  | 10,09 | 0      | en stagnation |  |
|                          | Mouvement Montréal       | 1                        | 331    | 2,02  | 0      | en stagnation |  |
| Total des votes          | Total des votes          | Total des votes          | 16 381 | 100   |        |               |  |
|                          |                          |                          |        |       |        |               |  |
| Suffrages exprimés       | Suffrages exprimés       | Suffrages exprimés       | 8 271  | 96,39 |        |               |  |
| Votes invalides          | Votes invalides          | Votes invalides          | 310    | 3,61  |        |               |  |
| Total                    | Total                    | Total                    | 8 581  | 100   | 5      | en stagnation |  |
| Abstention               | Abstention               | Abstention               | 6 747  | 44,08 |        |               |  |
| Inscrits / participation | Inscrits / participation | Inscrits / participation | 15 328 | 55,92 |        |               |  |

#### Pierrefonds-Roxboro
| Pierrefonds-Roxboro | Candidats à la mairie                            | Votes  | %     |
| Pierrefonds-Roxboro | Dimitrios (Jim) Beis (Sortant) Ensemble Montréal | 8 650  | 60,57 |
| Pierrefonds-Roxboro | Patricio Cruz-Gutierrez Projet Montréal          | 3 631  | 25,43 |
| Pierrefonds-Roxboro | Nadeem Sohail Mouvement Montréal                 | 1 999  | 14,00 |
| Pierrefonds-Roxboro |                                                  |        |       |
| Pierrefonds-Roxboro | Votes valides                                    | 14 280 | 98,15 |
| Pierrefonds-Roxboro | Votes invalides                                  | 269    | 1,85  |
| Pierrefonds-Roxboro | Total                                            | 14 549 | 100   |
| Pierrefonds-Roxboro | Abstentions                                      | 33 157 | 69,50 |
| Pierrefonds-Roxboro | Inscrits/Participation                           | 47 706 | 30,50 |

| District          | Poste                                      | Candidat                                              | Votes  | %     |
| Bois-de-Liesse    | Conseiller de ville                        | Benoit Langevin (Sortant) Ensemble Montréal           | 3 901  | 52,15 |
| Bois-de-Liesse    | Conseiller de ville                        | Mokhtar Liamini Projet Montréal                       | 2 241  | 29,96 |
| Bois-de-Liesse    | Conseiller de ville                        | Nic Paterson Mouvement Montréal                       | 1 338  | 17,89 |
| Bois-de-Liesse    | Conseiller de ville                        |                                                       |        |       |
| Bois-de-Liesse    | Conseiller de ville                        | Votes valides                                         | 7 480  | 97,02 |
| Bois-de-Liesse    | Conseiller de ville                        | Votes invalides                                       | 230    | 2,98  |
| Bois-de-Liesse    | Conseiller de ville                        | Total                                                 | 7 710  | 100   |
| Bois-de-Liesse    | Conseiller de ville                        | Abstentions                                           | 17 144 | 68,98 |
| Bois-de-Liesse    | Conseiller de ville                        | Inscrits/Participation                                | 24 854 | 31,02 |
| Bois-de-Liesse    |                                            |                                                       |        |       |
| Bois-de-Liesse    | Conseiller ou conseillère d'arrondissement | Louise Leroux (Sortante) Ensemble Montréal            | 3 781  | 50,35 |
| Bois-de-Liesse    | Conseiller ou conseillère d'arrondissement | Matthieu Bélanger Projet Montréal                     | 2 331  | 31,04 |
| Bois-de-Liesse    | Conseiller ou conseillère d'arrondissement | Ahmed Malik Mouvement Montréal                        | 1 397  | 18,60 |
| Bois-de-Liesse    | Conseiller ou conseillère d'arrondissement |                                                       |        |       |
| Bois-de-Liesse    | Conseiller ou conseillère d'arrondissement | Votes valides                                         | 7 509  | 96,75 |
| Bois-de-Liesse    | Conseiller ou conseillère d'arrondissement | Votes invalides                                       | 215    | 3,25  |
| Bois-de-Liesse    | Conseiller ou conseillère d'arrondissement | Total                                                 | 7 724  | 100   |
| Bois-de-Liesse    | Conseiller ou conseillère d'arrondissement | Abstentions                                           | 17 130 | 68,92 |
| Bois-de-Liesse    | Conseiller ou conseillère d'arrondissement | Inscrits/Participation                                | 24 854 | 31,08 |
|                   |                                            |                                                       |        |       |
| Cap-Saint-Jacques | Conseillère de ville                       | Catherine Clément-Talbot (Sortante) Ensemble Montréal | 3 316  | 49,32 |
| Cap-Saint-Jacques | Conseillère de ville                       | Irina Cazac Projet Montréal                           | 2 089  | 31,07 |
| Cap-Saint-Jacques | Conseillère de ville                       | Marilyn Lanni Mouvement Montréal                      | 1 319  | 19,62 |
| Cap-Saint-Jacques | Conseillère de ville                       |                                                       |        |       |
| Cap-Saint-Jacques | Conseillère de ville                       | Votes valides                                         | 6 724  | 98,17 |
| Cap-Saint-Jacques | Conseillère de ville                       | Votes invalides                                       | 125    | 1,83  |
| Cap-Saint-Jacques | Conseillère de ville                       | Total                                                 | 6 849  | 100   |
| Cap-Saint-Jacques | Conseillère de ville                       | Abstentions                                           | 16 003 | 70,03 |
| Cap-Saint-Jacques | Conseillère de ville                       | Inscrits/Participation                                | 22 852 | 29,97 |
| Cap-Saint-Jacques |                                            |                                                       |        |       |
| Cap-Saint-Jacques | Conseiller ou conseillère d'arrondissement | Chahi (Sharkie) Tarakjian Ensemble Montréal           | 3 067  | 45,71 |
| Cap-Saint-Jacques | Conseiller ou conseillère d'arrondissement | Mirian Perez Projet Montréal                          | 2 352  | 35,05 |
| Cap-Saint-Jacques | Conseiller ou conseillère d'arrondissement | Nayab Tariq Mouvement Montréal                        | 1 291  | 19,24 |
| Cap-Saint-Jacques | Conseiller ou conseillère d'arrondissement |                                                       |        |       |
| Cap-Saint-Jacques | Conseiller ou conseillère d'arrondissement | Votes valides                                         | 6 710  | 97,97 |
| Cap-Saint-Jacques | Conseiller ou conseillère d'arrondissement | Votes invalides                                       | 139    | 2,03  |
| Cap-Saint-Jacques | Conseiller ou conseillère d'arrondissement | Total                                                 | 6 849  | 100   |
| Cap-Saint-Jacques | Conseiller ou conseillère d'arrondissement | Abstentions                                           | 16 003 | 70,03 |
| Cap-Saint-Jacques | Conseiller ou conseillère d'arrondissement | Inscrits/Participation                                | 22 852 | 29,97 |

| Parti                    | Parti                    | Candidats                | Voix   | %     | Sièges | +/-           |  |
| ------------------------ | ------------------------ | ------------------------ | ------ | ----- | ------ | ------------- |  |
|                          | Ensemble Montréal        | 5                        | 22 715 | 53,19 | 5      | en stagnation |  |
|                          | Projet Montréal          | 5                        | 12 644 | 29,61 | 0      | en stagnation |  |
|                          | Mouvement Montréal       | 5                        | 7 344  | 17,20 | 0      | en stagnation |  |
| Total des votes          | Total des votes          | Total des votes          | 42 703 | 100   |        |               |  |
|                          |                          |                          |        |       |        |               |  |
| Suffrages exprimés       | Suffrages exprimés       | Suffrages exprimés       | 14 280 | 98,15 |        |               |  |
| Votes invalides          | Votes invalides          | Votes invalides          | 269    | 1,85  |        |               |  |
| Total                    | Total                    | Total                    | 14 549 | 100   | 5      | en stagnation |  |
| Abstention               | Abstention               | Abstention               | 33 157 | 69,50 |        |               |  |
| Inscrits / participation | Inscrits / participation | Inscrits / participation | 47 706 | 30,50 |        |               |  |

#### Le Plateau-Mont-Royal
| Le Plateau-Mont-Royal | Candidats à la mairie                 | Votes  | %     |
| Le Plateau-Mont-Royal | Luc Rabouin (Sortant) Projet Montréal | 20 440 | 74,63 |
| Le Plateau-Mont-Royal | Shant Karabajak Ensemble Montréal     | 4 924  | 17,98 |
| Le Plateau-Mont-Royal | Daniel Vazquez Mouvement Montréal     | 2 025  | 7,39  |
| Le Plateau-Mont-Royal |                                       |        |       |
| Le Plateau-Mont-Royal | Votes valides                         | 27 389 | 98,04 |
| Le Plateau-Mont-Royal | Votes invalides                       | 548    | 1,96  |
| Le Plateau-Mont-Royal | Total                                 | 27 937 | 100   |
| Le Plateau-Mont-Royal | Abstentions                           | 34 558 | 55,30 |
| Le Plateau-Mont-Royal | Inscrits/Participation                | 62 495 | 44,70 |

| District     | Poste                                      | Candidat                                    | Votes  | %     |
| De Lorimier  | Conseillère de ville                       | Marianne Giguère (Sortante) Projet Montréal | 6 890  | 65,72 |
| De Lorimier  | Conseillère de ville                       | Juliette Côté-Turcotte Indépendante         | 1 978  | 18,87 |
| De Lorimier  | Conseillère de ville                       | Olivia Kowalski Ensemble Montréal           | 1 616  | 15,41 |
| De Lorimier  | Conseillère de ville                       |                                             |        |       |
| De Lorimier  | Conseillère de ville                       | Votes valides                               | 10 484 | 98,46 |
| De Lorimier  | Conseillère de ville                       | Votes invalides                             | 164    | 1,54  |
| De Lorimier  | Conseillère de ville                       | Total                                       | 10 648 | 100   |
| De Lorimier  | Conseillère de ville                       | Abstentions                                 | 11 160 | 51,17 |
| De Lorimier  | Conseillère de ville                       | Inscrits/Participation                      | 21 808 | 48,83 |
| De Lorimier  |                                            |                                             |        |       |
| De Lorimier  | Conseiller ou conseillère d'arrondissement | Laurence Parent Projet Montréal             | 8 400  | 81,87 |
| De Lorimier  | Conseiller ou conseillère d'arrondissement | Hugo Vallée Ensemble Montréal               | 1 936  | 18,73 |
| De Lorimier  | Conseiller ou conseillère d'arrondissement |                                             |        |       |
| De Lorimier  | Conseiller ou conseillère d'arrondissement | Votes valides                               | 10 336 | 97,68 |
| De Lorimier  | Conseiller ou conseillère d'arrondissement | Votes invalides                             | 246    | 2,32  |
| De Lorimier  | Conseiller ou conseillère d'arrondissement | Total                                       | 10 582 | 100   |
| De Lorimier  | Conseiller ou conseillère d'arrondissement | Abstentions                                 | 11 226 | 51,48 |
| De Lorimier  | Conseiller ou conseillère d'arrondissement | Inscrits/Participation                      | 21 808 | 48,52 |
|              |                                            |                                             |        |       |
| Jeanne-Mance | Conseiller de ville                        | Alex Norris (Sortant) Projet Montréal       | 5 390  | 69,17 |
| Jeanne-Mance | Conseiller de ville                        | Martin Oré Ensemble Montréal                | 1 698  | 21,79 |
| Jeanne-Mance | Conseiller de ville                        | John Tessier Mouvement Montréal             | 599    | 7,69  |
| Jeanne-Mance | Conseiller de ville                        | Bougadari Sanogo Action Montréal            | 105    | 1,35  |
| Jeanne-Mance | Conseiller de ville                        |                                             |        |       |
| Jeanne-Mance | Conseiller de ville                        | Votes valides                               | 7 792  | 98,04 |
| Jeanne-Mance | Conseiller de ville                        | Votes invalides                             | 156    | 1,96  |
| Jeanne-Mance | Conseiller de ville                        | Total                                       | 7 948  | 100   |
| Jeanne-Mance | Conseiller de ville                        | Abstentions                                 | 12 182 | 60,52 |
| Jeanne-Mance | Conseiller de ville                        | Inscrits/Participation                      | 20 130 | 39,48 |
| Jeanne-Mance |                                            |                                             |        |       |
| Jeanne-Mance | Conseiller ou conseillère d'arrondissement | Maeva Vilain (Sortante) Projet Montréal     | 5 394  | 68,53 |
| Jeanne-Mance | Conseiller ou conseillère d'arrondissement | Jean-Pierre Szaraz Ensemble Montréal        | 1 758  | 22,34 |
| Jeanne-Mance | Conseiller ou conseillère d'arrondissement | Rebecca Lessard Mouvement Montréal          | 719    | 9,13  |
| Jeanne-Mance | Conseiller ou conseillère d'arrondissement |                                             |        |       |
| Jeanne-Mance | Conseiller ou conseillère d'arrondissement | Votes valides                               | 7 871  | 98,12 |
| Jeanne-Mance | Conseiller ou conseillère d'arrondissement | Votes invalides                             | 151    | 1,88  |
| Jeanne-Mance | Conseiller ou conseillère d'arrondissement | Total                                       | 8 022  | 100   |
| Jeanne-Mance | Conseiller ou conseillère d'arrondissement | Abstentions                                 | 12 108 | 60,15 |
| Jeanne-Mance | Conseiller ou conseillère d'arrondissement | Inscrits/Participation                      | 20 130 | 39,85 |
|              |                                            |                                             |        |       |
| Mile-End     | Conseiller ou conseillère de ville         | Marie Plourde Projet Montréal               | 6 926  | 75,16 |
| Mile-End     | Conseiller ou conseillère de ville         | Mélissa Bernier-Emond Ensemble Montréal     | 1 534  | 16,65 |
| Mile-End     | Conseiller ou conseillère de ville         | Alexandre Zaezjev Mouvement Montréal        | 755    | 8,19  |
| Mile-End     | Conseiller ou conseillère de ville         |                                             |        |       |
| Mile-End     | Conseiller ou conseillère de ville         | Votes valides                               | 9 215  | 97,84 |
| Mile-End     | Conseiller ou conseillère de ville         | Votes invalides                             | 203    | 2,16  |
| Mile-End     | Conseiller ou conseillère de ville         | Total                                       | 9 418  | 100   |
| Mile-End     | Conseiller ou conseillère de ville         | Abstentions                                 | 11 139 | 54,19 |
| Mile-End     | Conseiller ou conseillère de ville         | Inscrits/Participation                      | 20 557 | 45,81 |
| Mile-End     |                                            |                                             |        |       |
| Mile-End     | Conseiller ou conseillère d'arrondissement | Marie Sterlin Projet Montréal               | 6 818  | 74,30 |
| Mile-End     | Conseiller ou conseillère d'arrondissement | Benoit Rouleau Ensemble Montréal            | 1 517  | 16,53 |
| Mile-End     | Conseiller ou conseillère d'arrondissement | Maggie Bolduc Mouvement Montréal            | 841    | 9,17  |
| Mile-End     | Conseiller ou conseillère d'arrondissement |                                             |        |       |
| Mile-End     | Conseiller ou conseillère d'arrondissement | Votes valides                               | 9 176  | 97,97 |
| Mile-End     | Conseiller ou conseillère d'arrondissement | Votes invalides                             | 190    | 2,03  |
| Mile-End     | Conseiller ou conseillère d'arrondissement | Total                                       | 9 366  | 100   |
| Mile-End     | Conseiller ou conseillère d'arrondissement | Abstentions                                 | 11 191 | 54,44 |
| Mile-End     | Conseiller ou conseillère d'arrondissement | Inscrits/Participation                      | 20 557 | 45,56 |

| Parti                    | Parti                    | Candidats                | Voix   | %     | Sièges | +/-           |  |
| ------------------------ | ------------------------ | ------------------------ | ------ | ----- | ------ | ------------- |  |
|                          | Projet Montréal          | 7                        | 60 258 | 73,25 | 7      | en stagnation |  |
|                          | Ensemble Montréal        | 7                        | 14 983 | 18,21 | 0      | en stagnation |  |
|                          | Mouvement Montréal       | 5                        | 4 939  | 6,00  | 0      | en stagnation |  |
|                          | Action Montréal          | 1                        | 105    | 0,13  | 0      | en stagnation |  |
|                          | Indépendants             | 1                        | 1 978  | 2,40  | 0      | -             |  |
| Total des votes          | Total des votes          | Total des votes          | 82 263 | 100   |        |               |  |
|                          |                          |                          |        |       |        |               |  |
| Suffrages exprimés       | Suffrages exprimés       | Suffrages exprimés       | 27 491 | 98,13 |        |               |  |
| Votes invalides          | Votes invalides          | Votes invalides          | 523    | 1,87  |        |               |  |
| Total                    | Total                    | Total                    | 28 014 | 100   | 7      | en stagnation |  |
| Abstention               | Abstention               | Abstention               | 34 481 | 55,17 |        |               |  |
| Inscrits / participation | Inscrits / participation | Inscrits / participation | 62 495 | 44,83 |        |               |  |

#### Rivière-des-Prairies–Pointe-aux-Trembles
| Rivière-des-Prairies– Pointe-aux-Trembles | Candidats à la mairie                         | Votes  | %     |
| Rivière-des-Prairies– Pointe-aux-Trembles | Caroline Bourgeois (Sortante) Projet Montréal | 14 330 | 47,88 |
| Rivière-des-Prairies– Pointe-aux-Trembles | Lyne Laperrière Ensemble Montréal             | 14 027 | 46,86 |
| Rivière-des-Prairies– Pointe-aux-Trembles | Charles Sounan Mouvement Montréal             | 1 574  | 5,26  |
| Rivière-des-Prairies– Pointe-aux-Trembles |                                               |        |       |
| Rivière-des-Prairies– Pointe-aux-Trembles | Votes valides                                 | 29 931 | 96,46 |
| Rivière-des-Prairies– Pointe-aux-Trembles | Votes invalides                               | 1 098  | 3,54  |
| Rivière-des-Prairies– Pointe-aux-Trembles | Total                                         | 31 029 | 100   |
| Rivière-des-Prairies– Pointe-aux-Trembles | Abstentions                                   | 48 629 | 61,05 |
| Rivière-des-Prairies– Pointe-aux-Trembles | Inscrits/Participation                        | 79 658 | 38,95 |

| District               | Poste                                      | Candidat                                             | Votes  | %     |
| La Pointe-aux-Prairies | Conseiller ou conseillère de ville         | Lisa Christensen Projet Montréal                     | 4 695  | 47,35 |
| La Pointe-aux-Prairies | Conseiller ou conseillère de ville         | Vincent Girard Ensemble Montréal                     | 4 682  | 47,22 |
| La Pointe-aux-Prairies | Conseiller ou conseillère de ville         | Paulo Saade Mouvement Montréal                       | 539    | 5,44  |
| La Pointe-aux-Prairies | Conseiller ou conseillère de ville         |                                                      |        |       |
| La Pointe-aux-Prairies | Conseiller ou conseillère de ville         | Votes valides                                        | 9 916  | 96,99 |
| La Pointe-aux-Prairies | Conseiller ou conseillère de ville         | Votes invalides                                      | 308    | 3,01  |
| La Pointe-aux-Prairies | Conseiller ou conseillère de ville         | Total                                                | 10 224 | 100   |
| La Pointe-aux-Prairies | Conseiller ou conseillère de ville         | Abstentions                                          | 16 420 | 61,63 |
| La Pointe-aux-Prairies | Conseiller ou conseillère de ville         | Inscrits/Participation                               | 26 644 | 38,37 |
| La Pointe-aux-Prairies |                                            |                                                      |        |       |
| La Pointe-aux-Prairies | Conseiller ou conseillère d'arrondissement | Daphney Colin Projet Montréal                        | 4 749  | 48,18 |
| La Pointe-aux-Prairies | Conseiller ou conseillère d'arrondissement | Patrick Laliberté Ensemble Montréal                  | 4 612  | 46,79 |
| La Pointe-aux-Prairies | Conseiller ou conseillère d'arrondissement | Louis Chandonnet Action Montréal                     | 495    | 5,02  |
| La Pointe-aux-Prairies | Conseiller ou conseillère d'arrondissement |                                                      |        |       |
| La Pointe-aux-Prairies | Conseiller ou conseillère d'arrondissement | Votes valides                                        | 9 856  | 97,21 |
| La Pointe-aux-Prairies | Conseiller ou conseillère d'arrondissement | Votes invalides                                      | 283    | 2,79  |
| La Pointe-aux-Prairies | Conseiller ou conseillère d'arrondissement | Total                                                | 10 139 | 100   |
| La Pointe-aux-Prairies | Conseiller ou conseillère d'arrondissement | Abstentions                                          | 16 505 | 61,95 |
| La Pointe-aux-Prairies | Conseiller ou conseillère d'arrondissement | Inscrits/Participation                               | 26 644 | 38,05 |
|                        |                                            |                                                      |        |       |
| Pointe-aux-Trembles    | Conseillère de ville                       | Virginie Journeau Projet Montréal                    | 5 748  | 56,56 |
| Pointe-aux-Trembles    | Conseillère de ville                       | Glenda Morris Ensemble Montréal                      | 4 414  | 43,44 |
| Pointe-aux-Trembles    | Conseillère de ville                       |                                                      |        |       |
| Pointe-aux-Trembles    | Conseillère de ville                       | Votes valides                                        | 10 162 | 96,53 |
| Pointe-aux-Trembles    | Conseillère de ville                       | Votes invalides                                      | 365    | 3,47  |
| Pointe-aux-Trembles    | Conseillère de ville                       | Total                                                | 10 527 | 100   |
| Pointe-aux-Trembles    | Conseillère de ville                       | Abstentions                                          | 15 460 | 59,49 |
| Pointe-aux-Trembles    | Conseillère de ville                       | Inscrits/Participation                               | 25 987 | 40,51 |
| Pointe-aux-Trembles    |                                            |                                                      |        |       |
| Pointe-aux-Trembles    | Conseiller ou conseillère d'arrondissement | Marie-Claude Baril Projet Montréal                   | 5 731  | 56,48 |
| Pointe-aux-Trembles    | Conseiller ou conseillère d'arrondissement | Daniel McSween Ensemble Montréal                     | 4 416  | 43,52 |
| Pointe-aux-Trembles    | Conseiller ou conseillère d'arrondissement |                                                      |        |       |
| Pointe-aux-Trembles    | Conseiller ou conseillère d'arrondissement | Votes valides                                        | 10 147 | 96,41 |
| Pointe-aux-Trembles    | Conseiller ou conseillère d'arrondissement | Votes invalides                                      | 378    | 3,59  |
| Pointe-aux-Trembles    | Conseiller ou conseillère d'arrondissement | Total                                                | 10 525 | 100   |
| Pointe-aux-Trembles    | Conseiller ou conseillère d'arrondissement | Abstentions                                          | 15 462 | 59,50 |
| Pointe-aux-Trembles    | Conseiller ou conseillère d'arrondissement | Inscrits/Participation                               | 25 987 | 40,50 |
|                        |                                            |                                                      |        |       |
| Rivière-des-Prairies   | Conseiller ou conseillère de ville         | Giovanni Rapanà (Sortant) Ensemble Montréal          | 6 253  | 63,89 |
| Rivière-des-Prairies   | Conseiller ou conseillère de ville         | Henri-Robert Durandisse Projet Montréal              | 2 833  | 28,95 |
| Rivière-des-Prairies   | Conseiller ou conseillère de ville         | Marie-Carmel Michel Action Montréal                  | 701    | 7,16  |
| Rivière-des-Prairies   | Conseiller ou conseillère de ville         |                                                      |        |       |
| Rivière-des-Prairies   | Conseiller ou conseillère de ville         | Votes valides                                        | 9 787  | 96,10 |
| Rivière-des-Prairies   | Conseiller ou conseillère de ville         | Votes invalides                                      | 397    | 3,90  |
| Rivière-des-Prairies   | Conseiller ou conseillère de ville         | Total                                                | 10 184 | 100   |
| Rivière-des-Prairies   | Conseiller ou conseillère de ville         | Abstentions                                          | 16 843 | 62,32 |
| Rivière-des-Prairies   | Conseiller ou conseillère de ville         | Inscrits/Participation                               | 27 027 | 37,68 |
| Rivière-des-Prairies   |                                            |                                                      |        |       |
| Rivière-des-Prairies   | Conseiller ou conseillère d'arrondissement | Nathalie Pierre-Antoine (Sortante) Ensemble Montréal | 6 414  | 66,27 |
| Rivière-des-Prairies   | Conseiller ou conseillère d'arrondissement | Joseph Paglia Projet Montréal                        | 3 264  | 33,73 |
| Rivière-des-Prairies   | Conseiller ou conseillère d'arrondissement |                                                      |        |       |
| Rivière-des-Prairies   | Conseiller ou conseillère d'arrondissement | Votes valides                                        | 9 678  | 95,13 |
| Rivière-des-Prairies   | Conseiller ou conseillère d'arrondissement | Votes invalides                                      | 506    | 4,87  |
| Rivière-des-Prairies   | Conseiller ou conseillère d'arrondissement | Total                                                | 10 184 | 100   |
| Rivière-des-Prairies   | Conseiller ou conseillère d'arrondissement | Abstentions                                          | 16 843 | 62,32 |
| Rivière-des-Prairies   | Conseiller ou conseillère d'arrondissement | Inscrits/Participation                               | 27 027 | 37,68 |

| Parti                    | Parti                    | Candidats                | Voix   | %     | Sièges | +/-           |  |
| ------------------------ | ------------------------ | ------------------------ | ------ | ----- | ------ | ------------- |  |
|                          | Projet Montréal          | 7                        | 41 350 | 46,21 | 5      | 4             |  |
|                          | Ensemble Montréal        | 7                        | 44 818 | 50,09 | 2      | 4             |  |
|                          | Mouvement Montréal       | 2                        | 2 113  | 2,36  | 0      | en stagnation |  |
|                          | Action Montréal          | 2                        | 1 196  | 1,34  | 0      | en stagnation |  |
| Total des votes          | Total des votes          | Total des votes          | 89 477 | 100   |        |               |  |
|                          |                          |                          |        |       |        |               |  |
| Suffrages exprimés       | Suffrages exprimés       | Suffrages exprimés       | 29 931 | 96,46 |        |               |  |
| Votes invalides          | Votes invalides          | Votes invalides          | 1 098  | 3,54  |        |               |  |
| Total                    | Total                    | Total                    | 31 029 | 100   | 7      | en stagnation |  |
| Abstention               | Abstention               | Abstention               | 48 629 | 61,05 |        |               |  |
| Inscrits / participation | Inscrits / participation | Inscrits / participation | 79 658 | 38,95 |        |               |  |

#### Rosemont–La Petite-Patrie
| Rosemont–La Petite-Patrie | Candidats à la mairie            | Votes  | %     |
| Rosemont–La Petite-Patrie | François Limoges Projet Montréal | 31 620 | 70,07 |
| Rosemont–La Petite-Patrie | Gilles Grondin Ensemble Montréal | 13 507 | 29,93 |
| Rosemont–La Petite-Patrie |                                  |        |       |
| Rosemont–La Petite-Patrie | Votes valides                    | 45 127 | 97,50 |
| Rosemont–La Petite-Patrie | Votes invalides                  | 1 155  | 2,50  |
| Rosemont–La Petite-Patrie | Total                            | 46 282 | 100   |
| Rosemont–La Petite-Patrie | Abstentions                      | 50 262 | 52,06 |
| Rosemont–La Petite-Patrie | Inscrits/Participation           | 96 544 | 47,94 |

| District           | Poste                              | Candidat                                | Votes               | %                   |
| Étienne-Desmarteau | Conseiller ou conseillère de ville | Ericka Alneus Projet Montréal           | 8 175               | 72,23               |
| Étienne-Desmarteau | Conseiller ou conseillère de ville | Émilia Diamadopoulou Ensemble Montréal  | 2 605               | 23,02               |
| Étienne-Desmarteau | Conseiller ou conseillère de ville | Manel Dhaher Mouvement Montréal         | 275                 | 2,43                |
| Étienne-Desmarteau | Conseiller ou conseillère de ville | Karine Cusson Action Montréal           | 263                 | 2,32                |
| Étienne-Desmarteau | Conseiller ou conseillère de ville |                                         |                     |                     |
| Étienne-Desmarteau | Conseiller ou conseillère de ville | Votes valides                           | 11 318              | 98,20               |
| Étienne-Desmarteau | Conseiller ou conseillère de ville | Votes invalides                         | 207                 | 1,80                |
| Étienne-Desmarteau | Conseiller ou conseillère de ville | Total                                   | 11 525              | 100                 |
| Étienne-Desmarteau | Conseiller ou conseillère de ville | Abstentions                             | 10 784              | 48,34               |
| Étienne-Desmarteau | Conseiller ou conseillère de ville | Inscrits/Participation                  | 22 309              | 51,66               |
|                    |                                    |                                         |                     |                     |
| Marie-Victorin     | Conseiller de ville                | Jocelyn Pauzé (Sortant) Projet Montréal | 5 318               | 55,70               |
| Marie-Victorin     | Conseiller de ville                | Vianney Godbout Ensemble Montréal       | 4 230               | 44,30               |
| Marie-Victorin     | Conseiller de ville                | Marc-André Bahl Mouvement Montréal      | Candidature retirée | Candidature retirée |
| Marie-Victorin     | Conseiller de ville                |                                         |                     |                     |
| Marie-Victorin     | Conseiller de ville                | Votes valides                           | 9 548               | 96,93               |
| Marie-Victorin     | Conseiller de ville                | Votes invalides                         | 302                 | 3,07                |
| Marie-Victorin     | Conseiller de ville                | Total                                   | 9 850               | 100                 |
| Marie-Victorin     | Conseiller de ville                | Abstentions                             | 12 520              | 55,97               |
| Marie-Victorin     | Conseiller de ville                | Inscrits/Participation                  | 22 370              | 44,03               |
|                    |                                    |                                         |                     |                     |
| Saint-Édouard      | Conseiller ou conseillère de ville | Josefina Blanco Projet Montréal         | 8 778               | 75,17               |
| Saint-Édouard      | Conseiller ou conseillère de ville | Sallim Dahman Ensemble Montréal         | 2 155               | 18,45               |
| Saint-Édouard      | Conseiller ou conseillère de ville | Robert Constantin Mouvement Montréal    | 745                 | 6,38                |
| Saint-Édouard      | Conseiller ou conseillère de ville |                                         |                     |                     |
| Saint-Édouard      | Conseiller ou conseillère de ville | Votes valides                           | 11 678              | 98,90               |
| Saint-Édouard      | Conseiller ou conseillère de ville | Votes invalides                         | 226                 | 1,90                |
| Saint-Édouard      | Conseiller ou conseillère de ville | Total                                   | 11 904              | 100                 |
| Saint-Édouard      | Conseiller ou conseillère de ville | Abstentions                             | 12 562              | 51,34               |
| Saint-Édouard      | Conseiller ou conseillère de ville | Inscrits/Participation                  | 24 466              | 48,66               |
|                    |                                    |                                         |                     |                     |
| Vieux-Rosemont     | Conseillère de ville               | Dominique Ollivier Projet Montréal      | 8 927               | 70,70               |
| Vieux-Rosemont     | Conseillère de ville               | Roxane Mercier Ensemble Montréal        | 3 700               | 29,30               |
| Vieux-Rosemont     | Conseillère de ville               |                                         |                     |                     |
| Vieux-Rosemont     | Conseillère de ville               | Votes valides                           | 12 627              | 97,34               |
| Vieux-Rosemont     | Conseillère de ville               | Votes invalides                         | 345                 | 2,66                |
| Vieux-Rosemont     | Conseillère de ville               | Total                                   | 12 972              | 100                 |
| Vieux-Rosemont     | Conseillère de ville               | Abstentions                             | 14 427              | 52,66               |
| Vieux-Rosemont     | Conseillère de ville               | Inscrits/Participation                  | 27 399              | 47,34               |

| Parti                    | Parti                    | Candidats                | Voix   | %     | Sièges | +/-           |  |
| ------------------------ | ------------------------ | ------------------------ | ------ | ----- | ------ | ------------- |  |
|                          | Projet Montréal          | 5                        | 62 818 | 69,57 | 5      | en stagnation |  |
|                          | Ensemble Montréal        | 5                        | 26 197 | 29,01 | 0      | en stagnation |  |
|                          | Mouvement Montréal       | 2                        | 1 020  | 1,13  | 0      | en stagnation |  |
|                          | Action Montréal          | 1                        | 263    | 0,29  | 0      | en stagnation |  |
| Total des votes          | Total des votes          | Total des votes          | 90 298 | 100   |        |               |  |
|                          |                          |                          |        |       |        |               |  |
| Suffrages exprimés       | Suffrages exprimés       | Suffrages exprimés       | 45 171 | 97,66 |        |               |  |
| Votes invalides          | Votes invalides          | Votes invalides          | 1 080  | 2,34  |        |               |  |
| Total                    | Total                    | Total                    | 46 251 | 100   | 5      | en stagnation |  |
| Abstention               | Abstention               | Abstention               | 50 293 | 52,09 |        |               |  |
| Inscrits / participation | Inscrits / participation | Inscrits / participation | 96 544 | 47,91 |        |               |  |

#### Saint-Laurent
| Saint-Laurent | Candidats à la mairie                    | Votes  | %     |
| Saint-Laurent | Alan DeSousa (Sortant) Ensemble Montréal | 11 929 | 69,93 |
| Saint-Laurent | Blaise Guillotte Projet Montréal         | 3 652  | 21,41 |
| Saint-Laurent | Nassif Zakaria Mouvement Montréal        | 1 250  | 7,33  |
| Saint-Laurent | Philippe Tessier Indépendant             | 228    | 1,34  |
| Saint-Laurent |                                          |        |       |
| Saint-Laurent | Votes valides                            | 17 059 | 97,53 |
| Saint-Laurent | Votes invalides                          | 432    | 2,47  |
| Saint-Laurent | Total                                    | 17 491 | 100   |
| Saint-Laurent | Abstentions                              | 42 890 | 71,03 |
| Saint-Laurent | Inscrits/Participation                   | 60 381 | 28,97 |

| District       | Poste                                      | Candidat                                  | Votes  | %     |  |
| Côte-de-Liesse | Conseiller ou conseillère de ville         | Vana Nazarian Ensemble Montréal           | 5 679  | 59,13 |  |
| Côte-de-Liesse | Conseiller ou conseillère de ville         | Tania Goitiandia Moore Projet Montréal    | 2 911  | 30,31 |  |
| Côte-de-Liesse | Conseiller ou conseillère de ville         | Shana Meo Mouvement Montréal              | 1 014  | 10,56 |  |
| Côte-de-Liesse | Conseiller ou conseillère de ville         |                                           |        |       |  |
| Côte-de-Liesse | Conseiller ou conseillère de ville         | Votes valides                             | 9 604  | 96,90 |  |
| Côte-de-Liesse | Conseiller ou conseillère de ville         | Votes invalides                           | 307    | 3,10  |  |
| Côte-de-Liesse | Conseiller ou conseillère de ville         | Total                                     | 9 911  | 100   |  |
| Côte-de-Liesse | Conseiller ou conseillère de ville         | Abstentions                               | 23 520 | 70,35 |  |
| Côte-de-Liesse | Conseiller ou conseillère de ville         | Inscrits/Participation                    | 33 431 | 29,65 |  |
| Côte-de-Liesse |                                            |                                           |        |       |  |
| Côte-de-Liesse | Conseiller ou conseillère d'arrondissement | Jacques Cohen (Sortant) Ensemble Montréal | 6 551  | 68,65 |  |
| Côte-de-Liesse | Conseiller ou conseillère d'arrondissement | Valérie Maisonneuve Projet Montréal       | 2 991  | 31,35 |  |
| Côte-de-Liesse | Conseiller ou conseillère d'arrondissement |                                           |        |       |  |
| Côte-de-Liesse | Conseiller ou conseillère d'arrondissement | Votes valides                             | 9 542  | 96,15 |  |
| Côte-de-Liesse | Conseiller ou conseillère d'arrondissement | Votes invalides                           | 382    | 3,85  |  |
| Côte-de-Liesse | Conseiller ou conseillère d'arrondissement | Total                                     | 9 924  | 100   |  |
| Côte-de-Liesse | Conseiller ou conseillère d'arrondissement | Abstentions                               | 23 507 | 70,31 |  |
| Côte-de-Liesse | Conseiller ou conseillère d'arrondissement | Inscrits/Participation                    | 33 431 | 29,69 |  |
|                |                                            |                                           |        |       |  |
| Norman-McLaren | Conseiller de ville                        | Aref Salem (Sortant) Ensemble Montréal    | 4 606  | 64,66 |  |
| Norman-McLaren | Conseiller de ville                        | Mohammad-Afaaq Mansoor Projet Montréal    | 2 517  | 35,34 |  |
| Norman-McLaren | Conseiller de ville                        |                                           |        |       |  |
| Norman-McLaren | Conseiller de ville                        | Votes valides                             | 7 123  | 95,09 |  |
| Norman-McLaren | Conseiller de ville                        | Votes invalides                           | 368    | 4,91  |  |
| Norman-McLaren | Conseiller de ville                        | Total                                     | 7 491  | 100   |  |
| Norman-McLaren | Conseiller de ville                        | Abstentions                               | 19 459 | 72,20 |  |
| Norman-McLaren | Conseiller de ville                        | Inscrits/Participation                    | 26 950 | 27,80 |  |
| Norman-McLaren |                                            |                                           |        |       |  |
| Norman-McLaren | Conseillère d'arrondissement               | Annie Gagnier Ensemble Montréal           | 4 390  | 61,74 |  |
| Norman-McLaren | Conseillère d'arrondissement               | Dominik Tremblay-Perron Projet Montréal   | 2 721  | 38,26 |  |
| Norman-McLaren | Conseillère d'arrondissement               |                                           |        |       |  |
| Norman-McLaren | Conseillère d'arrondissement               | Votes valides                             | 7 111  | 94,72 |  |
| Norman-McLaren | Conseillère d'arrondissement               | Votes invalides                           | 396    | 5,28  |  |
| Norman-McLaren | Conseillère d'arrondissement               | Total                                     | 7 507  | 100   |  |
| Norman-McLaren | Conseillère d'arrondissement               | Abstentions                               | 19 443 | 72,14 |  |
| Norman-McLaren | Conseillère d'arrondissement               | Inscrits/Participation                    | 26 950 | 27,86 |  |

| Parti                    | Parti                    | Candidats                | Voix   | %     | Sièges | +/-           |  |
| ------------------------ | ------------------------ | ------------------------ | ------ | ----- | ------ | ------------- |  |
|                          | Ensemble Montréal        | 5                        | 33 155 | 65,73 | 5      | en stagnation |  |
|                          | Projet Montréal          | 5                        | 14 792 | 29,33 | 0      | en stagnation |  |
|                          | Mouvement Montréal       | 2                        | 2 264  | 4,49  | 0      | en stagnation |  |
|                          | Indépendants             | 1                        | 228    | 0,45  | 0      | -             |  |
| Total des votes          | Total des votes          | Total des votes          | 50 439 | 100   |        |               |  |
|                          |                          |                          |        |       |        |               |  |
| Suffrages exprimés       | Suffrages exprimés       | Suffrages exprimés       | 17 059 | 97,53 |        |               |  |
| Votes invalides          | Votes invalides          | Votes invalides          | 432    | 2,47  |        |               |  |
| Total                    | Total                    | Total                    | 17 491 | 100   | 5      | en stagnation |  |
| Abstention               | Abstention               | Abstention               | 42 890 | 71,03 |        |               |  |
| Inscrits / participation | Inscrits / participation | Inscrits / participation | 60 381 | 28,97 |        |               |  |

#### Saint-Léonard
| Saint-Léonard | Candidats à la mairie                        | Votes  | %     |
| Saint-Léonard | Michel Bissonnet (Sortant) Ensemble Montréal | 10 016 | 64,30 |
| Saint-Léonard | Lili-Anne Tremblay Mouvement Montréal        | 2 802  | 17,99 |
| Saint-Léonard | Nerlande Gaetan Projet Montréal              | 2 759  | 17,71 |
| Saint-Léonard |                                              |        |       |
| Saint-Léonard | Votes valides                                | 15 577 | 96,14 |
| Saint-Léonard | Votes invalides                              | 625    | 3,86  |
| Saint-Léonard | Total                                        | 16 202 | 100   |
| Saint-Léonard | Abstentions                                  | 33 372 | 67,32 |
| Saint-Léonard | Inscrits/Participation                       | 49 574 | 32,68 |

| District            | Poste                                      | Candidat                                   | Votes  | %     |
| Saint-Léonard-Est   | Conseiller ou conseillère de ville         | Angela Gentile Ensemble Montréal           | 4 372  | 62,90 |
| Saint-Léonard-Est   | Conseiller ou conseillère de ville         | Nathan Dratler Projet Montréal             | 1 173  | 16,88 |
| Saint-Léonard-Est   | Conseiller ou conseillère de ville         | Paulina Ayala Mouvement Montréal           | 832    | 11,97 |
| Saint-Léonard-Est   | Conseiller ou conseillère de ville         | Dallal Boukhari Indépendant                | 574    | 8,26  |
| Saint-Léonard-Est   | Conseiller ou conseillère de ville         |                                            |        |       |
| Saint-Léonard-Est   | Conseiller ou conseillère de ville         | Votes valides                              | 6 951  | 96,25 |
| Saint-Léonard-Est   | Conseiller ou conseillère de ville         | Votes invalides                            | 271    | 3,75  |
| Saint-Léonard-Est   | Conseiller ou conseillère de ville         | Total                                      | 7 222  | 100   |
| Saint-Léonard-Est   | Conseiller ou conseillère de ville         | Abstentions                                | 13 958 | 65,90 |
| Saint-Léonard-Est   | Conseiller ou conseillère de ville         | Inscrits/Participation                     | 21 180 | 34,10 |
| Saint-Léonard-Est   |                                            |                                            |        |       |
| Saint-Léonard-Est   | Conseiller ou conseillère d'arrondissement | Arij El Korbi Ensemble Montréal            | 3 312  | 48,76 |
| Saint-Léonard-Est   | Conseiller ou conseillère d'arrondissement | Giovanni Valvano Mouvement Montréal        | 1 864  | 27,44 |
| Saint-Léonard-Est   | Conseiller ou conseillère d'arrondissement | Leila Benkhaled Projet Montréal            | 1 617  | 23,80 |
| Saint-Léonard-Est   | Conseiller ou conseillère d'arrondissement |                                            |        |       |
| Saint-Léonard-Est   | Conseiller ou conseillère d'arrondissement | Votes valides                              | 6 793  | 94,09 |
| Saint-Léonard-Est   | Conseiller ou conseillère d'arrondissement | Votes invalides                            | 427    | 5,91  |
| Saint-Léonard-Est   | Conseiller ou conseillère d'arrondissement | Total                                      | 7 220  | 100   |
| Saint-Léonard-Est   | Conseiller ou conseillère d'arrondissement | Abstentions                                | 13 960 | 65,91 |
| Saint-Léonard-Est   | Conseiller ou conseillère d'arrondissement | Inscrits/Participation                     | 21 180 | 34,09 |
|                     |                                            |                                            |        |       |
| Saint-Léonard-Ouest | Conseiller de ville                        | Dominic Perri (Sortant) Ensemble Montréal  | 4 954  | 57,55 |
| Saint-Léonard-Ouest | Conseiller de ville                        | Franco Conciatori Mouvement Montréal       | 1 951  | 22,66 |
| Saint-Léonard-Ouest | Conseiller de ville                        | Andres Larrea Projet Montréal              | 1 703  | 19,78 |
| Saint-Léonard-Ouest | Conseiller de ville                        |                                            |        |       |
| Saint-Léonard-Ouest | Conseiller de ville                        | Votes valides                              | 8 608  | 95,80 |
| Saint-Léonard-Ouest | Conseiller de ville                        | Votes invalides                            | 377    | 4,20  |
| Saint-Léonard-Ouest | Conseiller de ville                        | Total                                      | 8 985  | 100   |
| Saint-Léonard-Ouest | Conseiller de ville                        | Abstentions                                | 19 409 | 68,36 |
| Saint-Léonard-Ouest | Conseiller de ville                        | Inscrits/Participation                     | 28 394 | 31,64 |
| Saint-Léonard-Ouest |                                            |                                            |        |       |
| Saint-Léonard-Ouest | Conseiller ou conseillère d'arrondissement | Suzanne De Larochellière Ensemble Montréal | 3 933  | 45,74 |
| Saint-Léonard-Ouest | Conseiller ou conseillère d'arrondissement | Mario Battista (Sortant) Indépendant       | 1 795  | 20,88 |
| Saint-Léonard-Ouest | Conseiller ou conseillère d'arrondissement | Dante Ventulieri Projet Montréal           | 1 713  | 19,92 |
| Saint-Léonard-Ouest | Conseiller ou conseillère d'arrondissement | Djamel Lahlou Mouvement Montréal           | 1 157  | 13,46 |
| Saint-Léonard-Ouest | Conseiller ou conseillère d'arrondissement |                                            |        |       |
| Saint-Léonard-Ouest | Conseiller ou conseillère d'arrondissement | Votes valides                              | 8 598  | 95,71 |
| Saint-Léonard-Ouest | Conseiller ou conseillère d'arrondissement | Votes invalides                            | 385    | 4,29  |
| Saint-Léonard-Ouest | Conseiller ou conseillère d'arrondissement | Total                                      | 8 983  | 100   |
| Saint-Léonard-Ouest | Conseiller ou conseillère d'arrondissement | Abstentions                                | 19 411 | 68,36 |
| Saint-Léonard-Ouest | Conseiller ou conseillère d'arrondissement | Inscrits/Participation                     | 28 394 | 31,64 |

| Parti                    | Parti                    | Candidats                | Voix   | %     | Sièges | +/-           |  |
| ------------------------ | ------------------------ | ------------------------ | ------ | ----- | ------ | ------------- |  |
|                          | Ensemble Montréal        | 5                        | 26 587 | 57,14 | 5      | en stagnation |  |
|                          | Projet Montréal          | 5                        | 8 965  | 19,27 | 0      | en stagnation |  |
|                          | Mouvement Montréal       | 5                        | 8 606  | 18,50 | 0      | en stagnation |  |
|                          | Indépendants             | 2                        | 2 369  | 5,09  | 0      | en stagnation |  |
| Total des votes          | Total des votes          | Total des votes          | 46 527 | 100   |        |               |  |
|                          |                          |                          |        |       |        |               |  |
| Suffrages exprimés       | Suffrages exprimés       | Suffrages exprimés       | 15 577 | 96,14 |        |               |  |
| Votes invalides          | Votes invalides          | Votes invalides          | 625    | 3,86  |        |               |  |
| Total                    | Total                    | Total                    | 16 202 | 100   | 5      | en stagnation |  |
| Abstention               | Abstention               | Abstention               | 33 372 | 67,32 |        |               |  |
| Inscrits / participation | Inscrits / participation | Inscrits / participation | 49 574 | 32,68 |        |               |  |

#### Le Sud-Ouest
| Le Sud-Ouest | Candidats à la mairie                   | Votes  | %     |
| Le Sud-Ouest | Benoit Dorais (Sortant) Projet Montréal | 10 953 | 57,45 |
| Le Sud-Ouest | Francine Verrier Ensemble Montréal      | 5 696  | 29,88 |
| Le Sud-Ouest | Keeton Clarke Mouvement Montréal        | 2 416  | 12,67 |
| Le Sud-Ouest |                                         |        |       |
| Le Sud-Ouest | Votes valides                           | 19 065 | 97,57 |
| Le Sud-Ouest | Votes invalides                         | 475    | 2,43  |
| Le Sud-Ouest | Total                                   | 19 540 | 100   |
| Le Sud-Ouest | Abstentions                             | 36 165 | 64,92 |
| Le Sud-Ouest | Inscrits/Participation                  | 55 705 | 35,08 |

| District                                                             | Poste                                      | Candidat                                | Votes  | %     |  |
| Saint-Henri-Est– Petite-Bourgogne– Pointe-Saint-Charles– Griffintown | Conseiller ou conseillère de ville         | Craig Sauvé (Sortant) Projet Montréal   | 5 694  | 52,82 |  |
| Saint-Henri-Est– Petite-Bourgogne– Pointe-Saint-Charles– Griffintown | Conseiller ou conseillère de ville         | Heidi Hollinger Ensemble Montréal       | 3 401  | 31,55 |  |
| Saint-Henri-Est– Petite-Bourgogne– Pointe-Saint-Charles– Griffintown | Conseiller ou conseillère de ville         | Stephanie Henry King Mouvement Montréal | 1 685  | 15,63 |  |
| Saint-Henri-Est– Petite-Bourgogne– Pointe-Saint-Charles– Griffintown | Conseiller ou conseillère de ville         |                                         |        |       |  |
| Saint-Henri-Est– Petite-Bourgogne– Pointe-Saint-Charles– Griffintown | Conseiller ou conseillère de ville         | Votes valides                           | 10 780 | 97,29 |  |
| Saint-Henri-Est– Petite-Bourgogne– Pointe-Saint-Charles– Griffintown | Conseiller ou conseillère de ville         | Votes invalides                         | 300    | 2,71  |  |
| Saint-Henri-Est– Petite-Bourgogne– Pointe-Saint-Charles– Griffintown | Conseiller ou conseillère de ville         | Total                                   | 11 080 | 100   |  |
| Saint-Henri-Est– Petite-Bourgogne– Pointe-Saint-Charles– Griffintown | Conseiller ou conseillère de ville         | Abstentions                             | 20 816 | 65,26 |  |
| Saint-Henri-Est– Petite-Bourgogne– Pointe-Saint-Charles– Griffintown | Conseiller ou conseillère de ville         | Inscrits/Participation                  | 31 896 | 34,74 |  |
| Saint-Henri-Est– Petite-Bourgogne– Pointe-Saint-Charles– Griffintown |                                            |                                         |        |       |  |
| Saint-Henri-Est– Petite-Bourgogne– Pointe-Saint-Charles– Griffintown | Conseiller ou conseillère d'arrondissement | Tan Shan Li Projet Montréal             | 5 520  | 50,88 |  |
| Saint-Henri-Est– Petite-Bourgogne– Pointe-Saint-Charles– Griffintown | Conseiller ou conseillère d'arrondissement | Romean Alam Ensemble Montréal           | 3 040  | 28,02 |  |
| Saint-Henri-Est– Petite-Bourgogne– Pointe-Saint-Charles– Griffintown | Conseiller ou conseillère d'arrondissement | Nafija Rahman Mouvement Montréal        | 1 268  | 11,69 |  |
| Saint-Henri-Est– Petite-Bourgogne– Pointe-Saint-Charles– Griffintown | Conseiller ou conseillère d'arrondissement | Patrick de Gruyter Indépendant          | 1 020  | 9,40  |  |
| Saint-Henri-Est– Petite-Bourgogne– Pointe-Saint-Charles– Griffintown | Conseiller ou conseillère d'arrondissement |                                         |        |       |  |
| Saint-Henri-Est– Petite-Bourgogne– Pointe-Saint-Charles– Griffintown | Conseiller ou conseillère d'arrondissement | Votes valides                           | 10 848 | 98,39 |  |
| Saint-Henri-Est– Petite-Bourgogne– Pointe-Saint-Charles– Griffintown | Conseiller ou conseillère d'arrondissement | Votes invalides                         | 178    | 1,61  |  |
| Saint-Henri-Est– Petite-Bourgogne– Pointe-Saint-Charles– Griffintown | Conseiller ou conseillère d'arrondissement | Total                                   | 11 026 | 100   |  |
| Saint-Henri-Est– Petite-Bourgogne– Pointe-Saint-Charles– Griffintown | Conseiller ou conseillère d'arrondissement | Abstentions                             | 20 870 | 65,43 |  |
| Saint-Henri-Est– Petite-Bourgogne– Pointe-Saint-Charles– Griffintown | Conseiller ou conseillère d'arrondissement | Inscrits/Participation                  | 31 896 | 34,57 |  |
|                                                                      |                                            |                                         |        |       |  |
| Saint-Paul– Émard– Saint-Henri-Ouest                                 | Conseiller de ville                        | Alain Vaillancourt Projet Montréal      | 4 742  | 57,61 |  |
| Saint-Paul– Émard– Saint-Henri-Ouest                                 | Conseiller de ville                        | Michel Martel Ensemble Montréal         | 2 451  | 29,78 |  |
| Saint-Paul– Émard– Saint-Henri-Ouest                                 | Conseiller de ville                        | Sam Donald Mouvement Montréal           | 796    | 9,67  |  |
| Saint-Paul– Émard– Saint-Henri-Ouest                                 | Conseiller de ville                        | Mario Giguère Action Montréal           | 242    | 2,94  |  |
| Saint-Paul– Émard– Saint-Henri-Ouest                                 | Conseiller de ville                        |                                         |        |       |  |
| Saint-Paul– Émard– Saint-Henri-Ouest                                 | Conseiller de ville                        | Votes valides                           | 8 231  | 97,64 |  |
| Saint-Paul– Émard– Saint-Henri-Ouest                                 | Conseiller de ville                        | Votes invalides                         | 199    | 2,36  |  |
| Saint-Paul– Émard– Saint-Henri-Ouest                                 | Conseiller de ville                        | Total                                   | 8 430  | 100   |  |
| Saint-Paul– Émard– Saint-Henri-Ouest                                 | Conseiller de ville                        | Abstentions                             | 15 379 | 64,59 |  |
| Saint-Paul– Émard– Saint-Henri-Ouest                                 | Conseiller de ville                        | Inscrits/Participation                  | 23 809 | 35,41 |  |
| Saint-Paul– Émard– Saint-Henri-Ouest                                 |                                            |                                         |        |       |  |
| Saint-Paul– Émard– Saint-Henri-Ouest                                 | Conseiller ou conseillère d'arrondissement | Anne-Marie Sigouin Projet Montréal      | 4 803  | 58,68 |  |
| Saint-Paul– Émard– Saint-Henri-Ouest                                 | Conseiller ou conseillère d'arrondissement | Guillaume Rudloff Ensemble Montréal     | 2 504  | 30,59 |  |
| Saint-Paul– Émard– Saint-Henri-Ouest                                 | Conseiller ou conseillère d'arrondissement | Tara-Starr McConnell Mouvement Montréal | 878    | 10,73 |  |
| Saint-Paul– Émard– Saint-Henri-Ouest                                 | Conseiller ou conseillère d'arrondissement |                                         |        |       |  |
| Saint-Paul– Émard– Saint-Henri-Ouest                                 | Conseiller ou conseillère d'arrondissement | Votes valides                           | 8 185  | 97,20 |  |
| Saint-Paul– Émard– Saint-Henri-Ouest                                 | Conseiller ou conseillère d'arrondissement | Votes invalides                         | 236    | 2,80  |  |
| Saint-Paul– Émard– Saint-Henri-Ouest                                 | Conseiller ou conseillère d'arrondissement | Total                                   | 8 421  | 100   |  |
| Saint-Paul– Émard– Saint-Henri-Ouest                                 | Conseiller ou conseillère d'arrondissement | Abstentions                             | 15 388 | 64,63 |  |
| Saint-Paul– Émard– Saint-Henri-Ouest                                 | Conseiller ou conseillère d'arrondissement | Inscrits/Participation                  | 23 809 | 35,37 |  |

| Parti                    | Parti                    | Candidats                | Voix   | %     | Sièges | +/-           |  |
| ------------------------ | ------------------------ | ------------------------ | ------ | ----- | ------ | ------------- |  |
|                          | Projet Montréal          | 5                        | 31 712 | 55,53 | 5      | en stagnation |  |
|                          | Ensemble Montréal        | 5                        | 17 092 | 29,93 | 0      | en stagnation |  |
|                          | Mouvement Montréal       | 5                        | 7 043  | 12,33 | 0      | en stagnation |  |
|                          | Action Montréal          | 1                        | 242    | 0,42  | 0      | en stagnation |  |
|                          | Indépendants             | 1                        | 1 020  | 1,79  | 0      | en stagnation |  |
| Total des votes          | Total des votes          | Total des votes          | 57 109 | 100   |        |               |  |
|                          |                          |                          |        |       |        |               |  |
| Suffrages exprimés       | Suffrages exprimés       | Suffrages exprimés       | 19 065 | 97,57 |        |               |  |
| Votes invalides          | Votes invalides          | Votes invalides          | 475    | 2,43  |        |               |  |
| Total                    | Total                    | Total                    | 19 540 | 100   | 5      | en stagnation |  |
| Abstention               | Abstention               | Abstention               | 36 165 | 64,92 |        |               |  |
| Inscrits / participation | Inscrits / participation | Inscrits / participation | 55 705 | 35,08 |        |               |  |

#### Verdun
| Verdun | Candidats à la mairie               | Votes  | %     |
| Verdun | Marie-Andrée Mauger Projet Montréal | 13 069 | 64,81 |
| Verdun | Antoine Richard Ensemble Montréal   | 5 646  | 28,00 |
| Verdun | Jayoti Nanda Mouvement Montréal     | 1 451  | 7,20  |
| Verdun |                                     |        |       |
| Verdun | Votes valides                       | 20 166 | 97,97 |
| Verdun | Votes invalides                     | 418    | 2,03  |
| Verdun | Total                               | 20 584 | 100   |
| Verdun | Abstentions                         | 27 563 | 57,25 |
| Verdun | Inscrits/Participation              | 48 147 | 42,75 |

| District                   | Poste                                         | Candidat                                  | Votes               | %                   |
| Champlain–L'Île-des-Soeurs | Conseiller ou conseillère de ville            | Véronique Tremblay Projet Montréal        | 6 476               | 56,71               |
| Champlain–L'Île-des-Soeurs | Conseiller ou conseillère de ville            | Nadine Gelly Ensemble Montréal            | 3 640               | 31,87               |
| Champlain–L'Île-des-Soeurs | Conseiller ou conseillère de ville            | Eric McCarty Mouvement Montréal           | 697                 | 6,10                |
| Champlain–L'Île-des-Soeurs | Conseiller ou conseillère de ville            | Alain Bossé Indépendant                   | 607                 | 5,32                |
| Champlain–L'Île-des-Soeurs | Conseiller ou conseillère de ville            |                                           |                     |                     |
| Champlain–L'Île-des-Soeurs | Conseiller ou conseillère de ville            | Votes valides                             | 11 420              | 98,15               |
| Champlain–L'Île-des-Soeurs | Conseiller ou conseillère de ville            | Votes invalides                           | 215                 | 1,85                |
| Champlain–L'Île-des-Soeurs | Conseiller ou conseillère de ville            | Total                                     | 11 635              | 100                 |
| Champlain–L'Île-des-Soeurs | Conseiller ou conseillère de ville            | Abstentions                               | 15 366              | 56,91               |
| Champlain–L'Île-des-Soeurs | Conseiller ou conseillère de ville            | Inscrits/Participation                    | 27 001              | 43,09               |
| Champlain–L'Île-des-Soeurs |                                               |                                           |                     |                     |
| Champlain–L'Île-des-Soeurs | Conseiller ou conseillère d'arrondissement #1 | Céline-Audrey Beauregard Projet Montréal  | 6 886               | 61,19               |
| Champlain–L'Île-des-Soeurs | Conseiller ou conseillère d'arrondissement #1 | Jean Airoldi Ensemble Montréal            | 4 367               | 38,81               |
| Champlain–L'Île-des-Soeurs | Conseiller ou conseillère d'arrondissement #1 |                                           |                     |                     |
| Champlain–L'Île-des-Soeurs | Conseiller ou conseillère d'arrondissement #1 | Votes valides                             | 11 253              | 96,91               |
| Champlain–L'Île-des-Soeurs | Conseiller ou conseillère d'arrondissement #1 | Votes invalides                           | 359                 | 3,09                |
| Champlain–L'Île-des-Soeurs | Conseiller ou conseillère d'arrondissement #1 | Total                                     | 11 612              | 100                 |
| Champlain–L'Île-des-Soeurs | Conseiller ou conseillère d'arrondissement #1 | Abstentions                               | 15 389              | 56,99               |
| Champlain–L'Île-des-Soeurs | Conseiller ou conseillère d'arrondissement #1 | Inscrits/Participation                    | 27 001              | 43,01               |
| Champlain–L'Île-des-Soeurs |                                               |                                           |                     |                     |
| Champlain–L'Île-des-Soeurs | Conseiller ou conseillère d'arrondissement #2 | Enrique Machado Projet Montréal           | 6 681               | 60,69               |
| Champlain–L'Île-des-Soeurs | Conseiller ou conseillère d'arrondissement #2 | Josée Léger Ensemble Montréal             | 4 328               | 39,31               |
| Champlain–L'Île-des-Soeurs | Conseiller ou conseillère d'arrondissement #2 | Jean-Pierre Boivin Mouvement Montréal     | Candidature retirée | Candidature retirée |
| Champlain–L'Île-des-Soeurs | Conseiller ou conseillère d'arrondissement #2 |                                           |                     |                     |
| Champlain–L'Île-des-Soeurs | Conseiller ou conseillère d'arrondissement #2 | Votes valides                             | 11 009              | 95,78               |
| Champlain–L'Île-des-Soeurs | Conseiller ou conseillère d'arrondissement #2 | Votes invalides                           | 485                 | 4,22                |
| Champlain–L'Île-des-Soeurs | Conseiller ou conseillère d'arrondissement #2 | Total                                     | 11 494              | 100                 |
| Champlain–L'Île-des-Soeurs | Conseiller ou conseillère d'arrondissement #2 | Abstentions                               | 15 507              | 57,43               |
| Champlain–L'Île-des-Soeurs | Conseiller ou conseillère d'arrondissement #2 | Inscrits/Participation                    | 27 001              | 42,57               |
|                            |                                               |                                           |                     |                     |
| Desmarchais-Crawford       | Conseiller ou conseillère de ville            | Sterling Downey (Sortant) Projet Montréal | 6 024               | 68,43               |
| Desmarchais-Crawford       | Conseiller ou conseillère de ville            | Éric (Balou) Chartrand Ensemble Montréal  | 2 160               | 24,54               |
| Desmarchais-Crawford       | Conseiller ou conseillère de ville            | Nathe Perrone Mouvement Montréal          | 619                 | 7,03                |
| Desmarchais-Crawford       | Conseiller ou conseillère de ville            |                                           |                     |                     |
| Desmarchais-Crawford       | Conseiller ou conseillère de ville            | Votes valides                             | 8 803               | 98,13               |
| Desmarchais-Crawford       | Conseiller ou conseillère de ville            | Votes invalides                           | 168                 | 1,87                |
| Desmarchais-Crawford       | Conseiller ou conseillère de ville            | Total                                     | 8 971               | 100                 |
| Desmarchais-Crawford       | Conseiller ou conseillère de ville            | Abstentions                               | 12 175              | 57,58               |
| Desmarchais-Crawford       | Conseiller ou conseillère de ville            | Inscrits/Participation                    | 21 146              | 42,42               |
| Desmarchais-Crawford       |                                               |                                           |                     |                     |
| Desmarchais-Crawford       | Conseiller ou conseillère d'arrondissement #1 | Benoit Gratton Projet Montréal            | 5 457               | 62,27               |
| Desmarchais-Crawford       | Conseiller ou conseillère d'arrondissement #1 | Natacha Louis Ensemble Montréal           | 2 257               | 25,75               |
| Desmarchais-Crawford       | Conseiller ou conseillère d'arrondissement #1 | Rosalie Bélanger-Rioux Indépendante       | 1 050               | 11,98               |
| Desmarchais-Crawford       | Conseiller ou conseillère d'arrondissement #1 |                                           |                     |                     |
| Desmarchais-Crawford       | Conseiller ou conseillère d'arrondissement #1 | Votes valides                             | 8 764               | 97,83               |
| Desmarchais-Crawford       | Conseiller ou conseillère d'arrondissement #1 | Votes invalides                           | 194                 | 2,17                |
| Desmarchais-Crawford       | Conseiller ou conseillère d'arrondissement #1 | Total                                     | 8 958               | 100                 |
| Desmarchais-Crawford       | Conseiller ou conseillère d'arrondissement #1 | Abstentions                               | 12 188              | 57,64               |
| Desmarchais-Crawford       | Conseiller ou conseillère d'arrondissement #1 | Inscrits/Participation                    | 21 146              | 42,36               |
| Desmarchais-Crawford       |                                               |                                           |                     |                     |
| Desmarchais-Crawford       | Conseiller ou conseillère d'arrondissement #2 | Kaïla A. Munro Projet Montréal            | 5 634               | 64,13               |
| Desmarchais-Crawford       | Conseiller ou conseillère d'arrondissement #2 | Lili-Anne Bergeron Ensemble Montréal      | 2 434               | 27,71               |
| Desmarchais-Crawford       | Conseiller ou conseillère d'arrondissement #2 | Jonathan Reinglas Mouvement Montréal      | 717                 | 8,16                |
| Desmarchais-Crawford       | Conseiller ou conseillère d'arrondissement #2 |                                           |                     |                     |
| Desmarchais-Crawford       | Conseiller ou conseillère d'arrondissement #2 | Votes valides                             | 8 785               | 97,94               |
| Desmarchais-Crawford       | Conseiller ou conseillère d'arrondissement #2 | Votes invalides                           | 185                 | 2,06                |
| Desmarchais-Crawford       | Conseiller ou conseillère d'arrondissement #2 | Total                                     | 8 970               | 100                 |
| Desmarchais-Crawford       | Conseiller ou conseillère d'arrondissement #2 | Abstentions                               | 12 176              | 57,58               |
| Desmarchais-Crawford       | Conseiller ou conseillère d'arrondissement #2 | Inscrits/Participation                    | 21 146              | 42,42               |

| Parti                    | Parti                    | Candidats                | Voix   | %     | Sièges | +/-           |  |
| ------------------------ | ------------------------ | ------------------------ | ------ | ----- | ------ | ------------- |  |
|                          | Projet Montréal          | 7                        | 50 227 | 62,63 | 7      | 4             |  |
|                          | Ensemble Montréal        | 7                        | 24 832 | 30,96 | 0      | 4             |  |
|                          | Mouvement Montréal       | 4                        | 3 484  | 4,34  | 0      | en stagnation |  |
|                          | Indépendants             | 2                        | 1 657  | 2,07  | 0      | -             |  |
| Total des votes          | Total des votes          | Total des votes          | 80 200 | 100   |        |               |  |
|                          |                          |                          |        |       |        |               |  |
| Suffrages exprimés       | Suffrages exprimés       | Suffrages exprimés       | 20 223 | 98,14 |        |               |  |
| Votes invalides          | Votes invalides          | Votes invalides          | 383    | 1,86  |        |               |  |
| Total                    | Total                    | Total                    | 20 606 | 100   | 7      | en stagnation |  |
| Abstention               | Abstention               | Abstention               | 27 541 | 57,20 |        |               |  |
| Inscrits / participation | Inscrits / participation | Inscrits / participation | 48 147 | 42,80 |        |               |  |

#### Ville-Marie
| Ville-Marie | Candidats à la mairie                                                                                             |
| Ville-Marie | Le maire de l'arrondissement Ville-Marie est également maire de Montréal. Voir résultats de la mairie de Montréal |

| District      | Poste                              | Candidat                                     | Votes  | %     |
| Peter-McGill  | Conseiller ou conseillère de ville | Serge Sasseville Ensemble Montréal           | 1 982  | 39,71 |
| Peter-McGill  | Conseiller ou conseillère de ville | Daniel Tran Projet Montréal                  | 1 816  | 36,39 |
| Peter-McGill  | Conseiller ou conseillère de ville | Idil Issa Mouvement Montréal                 | 1 151  | 23,06 |
| Peter-McGill  | Conseiller ou conseillère de ville | Zbigniew Mandryk Action Montréal             | 42     | 0,84  |
| Peter-McGill  | Conseiller ou conseillère de ville |                                              |        |       |
| Peter-McGill  | Conseiller ou conseillère de ville | Votes valides                                | 4 991  | 98,17 |
| Peter-McGill  | Conseiller ou conseillère de ville | Votes invalides                              | 93     | 1,83  |
| Peter-McGill  | Conseiller ou conseillère de ville | Total                                        | 5 084  | 100   |
| Peter-McGill  | Conseiller ou conseillère de ville | Abstentions                                  | 13 920 | 73,25 |
| Peter-McGill  | Conseiller ou conseillère de ville | Inscrits/Participation                       | 19 004 | 26,75 |
|               |                                    |                                              |        |       |
| Saint-Jacques | Conseiller ou conseillère de ville | Robert Beaudry (Sortant) Projet Montréal     | 4 500  | 59,45 |
| Saint-Jacques | Conseiller ou conseillère de ville | Malika Dehraoui Ensemble Montréal            | 2 419  | 31,96 |
| Saint-Jacques | Conseiller ou conseillère de ville | Shane Thompson Mouvement Montréal            | 651    | 8,60  |
| Saint-Jacques | Conseiller ou conseillère de ville |                                              |        |       |
| Saint-Jacques | Conseiller ou conseillère de ville | Votes valides                                | 7 570  | 98,35 |
| Saint-Jacques | Conseiller ou conseillère de ville | Votes invalides                              | 127    | 1,65  |
| Saint-Jacques | Conseiller ou conseillère de ville | Total                                        | 7 697  | 100   |
| Saint-Jacques | Conseiller ou conseillère de ville | Abstentions                                  | 13 814 | 64,22 |
| Saint-Jacques | Conseiller ou conseillère de ville | Inscrits/Participation                       | 21 511 | 35,78 |
|               |                                    |                                              |        |       |
| Sainte-Marie  | Conseiller ou conseillère de ville | Sophie Mauzerolle (Sortante) Projet Montréal | 4 482  | 66,62 |
| Sainte-Marie  | Conseiller ou conseillère de ville | Daniel Vaudrin Ensemble Montréal             | 1 793  | 26,65 |
| Sainte-Marie  | Conseiller ou conseillère de ville | Samuel Miriello Mouvement Montréal           | 337    | 5,01  |
| Sainte-Marie  | Conseiller ou conseillère de ville | Jean-Christophe Trottier Action Montréal     | 116    | 1,72  |
| Sainte-Marie  | Conseiller ou conseillère de ville |                                              |        |       |
| Sainte-Marie  | Conseiller ou conseillère de ville | Votes valides                                | 6 728  | 98,18 |
| Sainte-Marie  | Conseiller ou conseillère de ville | Votes invalides                              | 125    | 1,82  |
| Sainte-Marie  | Conseiller ou conseillère de ville | Total                                        | 6 853  | 100   |
| Sainte-Marie  | Conseiller ou conseillère de ville | Abstentions                                  | 10 450 | 60,39 |
| Sainte-Marie  | Conseiller ou conseillère de ville | Inscrits/Participation                       | 17 303 | 39,61 |

| Parti                    | Parti                    | Candidats                | Voix   | %     | Sièges | +/-           |  |
| ------------------------ | ------------------------ | ------------------------ | ------ | ----- | ------ | ------------- |  |
|                          | Projet Montréal          | 3                        | 10 798 | 55,98 | 2      | en stagnation |  |
|                          | Ensemble Montréal        | 3                        | 6 194  | 32,11 | 1      | en stagnation |  |
|                          | Mouvement Montréal       | 3                        | 2 139  | 11,09 | 0      | en stagnation |  |
|                          | Action Montréal          | 2                        | 158    | 0,82  | 0      | en stagnation |  |
| Total des votes          | Total des votes          | Total des votes          | 19 289 | 100   |        |               |  |
|                          |                          |                          |        |       |        |               |  |
| Suffrages exprimés       | Suffrages exprimés       | Suffrages exprimés       | 19 289 | 98,24 |        |               |  |
| Votes invalides          | Votes invalides          | Votes invalides          | 345    | 1,76  |        |               |  |
| Total                    | Total                    | Total                    | 19 634 | 100   | 3      | en stagnation |  |
| Abstention               | Abstention               | Abstention               | 38 184 | 66,04 |        |               |  |
| Inscrits / participation | Inscrits / participation | Inscrits / participation | 57 818 | 33,96 |        |               |  |

#### Villeray–Saint-Michel–Parc-Extension
| Villeray–Saint-Michel–Parc-Extension | Candidats à la mairie                            | Votes  | %     |
| Villeray–Saint-Michel–Parc-Extension | Laurence Lavigne Lalonde Projet Montréal         | 16 210 | 53,29 |
| Villeray–Saint-Michel–Parc-Extension | Guillaume Lavoie Ensemble Montréal               | 9 796  | 32,20 |
| Villeray–Saint-Michel–Parc-Extension | Giuliana Fumagalli (Sortante) Quartiers Montréal | 2 336  | 7,68  |
| Villeray–Saint-Michel–Parc-Extension | Julien Kakpovi Mouvement Montréal                | 1 657  | 5,45  |
| Villeray–Saint-Michel–Parc-Extension | Clément Sauriol Action Montréal                  | 422    | 1,39  |
| Villeray–Saint-Michel–Parc-Extension |                                                  |        |       |
| Villeray–Saint-Michel–Parc-Extension | Votes valides                                    | 30 421 | 97,33 |
| Villeray–Saint-Michel–Parc-Extension | Votes invalides                                  | 834    | 2,67  |
| Villeray–Saint-Michel–Parc-Extension | Total                                            | 31 255 | 100   |
| Villeray–Saint-Michel–Parc-Extension | Abstentions                                      | 53 293 | 63,03 |
| Villeray–Saint-Michel–Parc-Extension | Inscrits/Participation                           | 84 548 | 36,97 |

| District          | Poste                              | Candidat                                  | Votes  | %     |
| François-Perrault | Conseiller ou conseillère de ville | Sylvain Ouellet (Sortant) Projet Montréal | 4 334  | 57,54 |
| François-Perrault | Conseiller ou conseillère de ville | Mike Parente Ensemble Montréal            | 2 428  | 32,24 |
| François-Perrault | Conseiller ou conseillère de ville | Nawal Bekhechi Mouvement Montréal         | 432    | 5,74  |
| François-Perrault | Conseiller ou conseillère de ville | Chahrazed Zadi Quartiers Montréal         | 338    | 4,49  |
| François-Perrault | Conseiller ou conseillère de ville |                                           |        |       |
| François-Perrault | Conseiller ou conseillère de ville | Votes valides                             | 7 532  | 97,39 |
| François-Perrault | Conseiller ou conseillère de ville | Votes invalides                           | 202    | 2,61  |
| François-Perrault | Conseiller ou conseillère de ville | Total                                     | 7 734  | 100   |
| François-Perrault | Conseiller ou conseillère de ville | Abstentions                               | 13 707 | 63,93 |
| François-Perrault | Conseiller ou conseillère de ville | Inscrits/Participation                    | 21 441 | 36,07 |
|                   |                                    |                                           |        |       |
| Parc-Extension    | Conseiller ou conseillère de ville | Mary Deros (Sortante) Ensemble Montréal   | 2 885  | 43,23 |
| Parc-Extension    | Conseiller ou conseillère de ville | Geneviève Morency Projet Montréal         | 2 502  | 37,49 |
| Parc-Extension    | Conseiller ou conseillère de ville | Leonora King Quartiers Montréal           | 601    | 9,01  |
| Parc-Extension    | Conseiller ou conseillère de ville | Mohammad Yousuf Mouvement Montréal        | 571    | 8,56  |
| Parc-Extension    | Conseiller ou conseillère de ville | Luc Lupien Indépendant                    | 115    | 1,72  |
| Parc-Extension    | Conseiller ou conseillère de ville |                                           |        |       |
| Parc-Extension    | Conseiller ou conseillère de ville | Votes valides                             | 6 674  | 97,99 |
| Parc-Extension    | Conseiller ou conseillère de ville | Votes invalides                           | 137    | 2,01  |
| Parc-Extension    | Conseiller ou conseillère de ville | Total                                     | 6 811  | 100   |
| Parc-Extension    | Conseiller ou conseillère de ville | Abstentions                               | 12 314 | 64,39 |
| Parc-Extension    | Conseiller ou conseillère de ville | Inscrits/Participation                    | 19 125 | 35,61 |
|                   |                                    |                                           |        |       |
| Saint-Michel      | Conseiller ou conseillère de ville | Josué Corvil (Sortant) Ensemble Montréal  | 2 614  | 53,74 |
| Saint-Michel      | Conseiller ou conseillère de ville | Yong-Fat Chau Projet Montréal             | 1 378  | 28,33 |
| Saint-Michel      | Conseiller ou conseillère de ville | Wendy Olivier Quartiers Montréal          | 302    | 6,21  |
| Saint-Michel      | Conseiller ou conseillère de ville | Daniel Bouffard Action Montréal           | 288    | 5,92  |
| Saint-Michel      | Conseiller ou conseillère de ville | Cynthia Nkamicaniye Mouvement Montréal    | 282    | 5,80  |
| Saint-Michel      | Conseiller ou conseillère de ville |                                           |        |       |
| Saint-Michel      | Conseiller ou conseillère de ville | Votes valides                             | 4 864  | 96,32 |
| Saint-Michel      | Conseiller ou conseillère de ville | Votes invalides                           | 186    | 3,68  |
| Saint-Michel      | Conseiller ou conseillère de ville | Total                                     | 5 050  | 100   |
| Saint-Michel      | Conseiller ou conseillère de ville | Abstentions                               | 15 753 | 75,72 |
| Saint-Michel      | Conseiller ou conseillère de ville | Inscrits/Participation                    | 20 803 | 24,28 |
|                   |                                    |                                           |        |       |
| Villeray          | Conseiller ou conseillère de ville | Martine Musau Muele Projet Montréal       | 7 876  | 68,70 |
| Villeray          | Conseiller ou conseillère de ville | Mourad Romdhane Ensemble Montréal         | 2 500  | 21,81 |
| Villeray          | Conseiller ou conseillère de ville | Mariem Mathlouthi Quartiers Montréal      | 677    | 5,90  |
| Villeray          | Conseiller ou conseillère de ville | Anastasia Pomares Mouvement Montréal      | 412    | 3,59  |
| Villeray          | Conseiller ou conseillère de ville |                                           |        |       |
| Villeray          | Conseiller ou conseillère de ville | Votes valides                             | 11 465 | 98,28 |
| Villeray          | Conseiller ou conseillère de ville | Votes invalides                           | 201    | 1,72  |
| Villeray          | Conseiller ou conseillère de ville | Total                                     | 11 666 | 100   |
| Villeray          | Conseiller ou conseillère de ville | Abstentions                               | 11 513 | 49,67 |
| Villeray          | Conseiller ou conseillère de ville | Inscrits/Participation                    | 23 179 | 50,33 |

| Parti                    | Parti                    | Candidats                | Voix   | %     | Sièges | +/-           |  |
| ------------------------ | ------------------------ | ------------------------ | ------ | ----- | ------ | ------------- |  |
|                          | Projet Montréal          | 5                        | 32 300 | 52,99 | 3      | en stagnation |  |
|                          | Ensemble Montréal        | 5                        | 20 223 | 33,18 | 2      | en stagnation |  |
|                          | Quartiers Montréal       | 5                        | 4 254  | 6,98  | 0      | en stagnation |  |
|                          | Mouvement Montréal       | 5                        | 3 354  | 5,50  | 0      | en stagnation |  |
|                          | Action Montréal          | 2                        | 710    | 1,16  | 0      | en stagnation |  |
|                          | Indépendants             | 1                        | 115    | 0,19  | 0      | -             |  |
| Total des votes          | Total des votes          | Total des votes          | 60 956 | 100   |        |               |  |
|                          |                          |                          |        |       |        |               |  |
| Suffrages exprimés       | Suffrages exprimés       | Suffrages exprimés       | 30 535 | 97,68 |        |               |  |
| Votes invalides          | Votes invalides          | Votes invalides          | 726    | 2,32  |        |               |  |
| Total                    | Total                    | Total                    | 31 261 | 100   | 5      | en stagnation |  |
| Abstention               | Abstention               | Abstention               | 53 287 | 63,03 |        |               |  |
| Inscrits / participation | Inscrits / participation | Inscrits / participation | 84 548 | 36,97 |        |               |  |

## Élection partielle en cours de mandat
Une élection partielle a été organisée le 17 décembre 2023, pour la mairie de l'arrondissement L'Île-Bizard–Sainte-Geneviève, après la démission du maire sortant, Stéphane Côté.
| Carte                          | Candidats              | Candidats              | Parti  | Voix  | % |
| ------------------------------ | ---------------------- | ---------------------- | ------ | ----- | - |
| L'Île-Bizard– Sainte-Geneviève |                        |                        |        |       |   |
|                                | Doug Hurley            | Ensemble Montréal      | 3 208  | 78,42 |   |
|                                | Ghassan Baroudi        | Projet Montréal        | 883    | 21,58 |   |
|                                |                        |                        |        |       |   |
| Votes valides                  | Votes valides          | Votes valides          | 4 091  | 98,77 |   |
| Votes blancs et nuls           | Votes blancs et nuls   | Votes blancs et nuls   | 51     | 1,23  |   |
| Total                          | Total                  | Total                  | 4 142  | 100   |   |
| Abstention                     | Abstention             | Abstention             | 9 814  | 70,32 |   |
| Inscrits/Participation         | Inscrits/Participation | Inscrits/Participation | 13 956 | 29,68 |   |